# Mike Hailwood
Stanley Michael Bailey "Mike" Hailwood (Thame, 2 april 1940 – Birmingham, 23 maart 1981), MBE, GM was een Brits auto- en motorcoureur. Hij wordt als een van de beste coureurs uit de geschiedenis beschouwd en werd in 1999 door zijn collega's en de internationale motorpers gekozen tot beste motorcoureur van de 20e eeuw. Hij baarde opzien door elf jaar nadat hij gestopt was met racen de Formula One TT van 1978 te winnen. Hailwood was drager van een hoge Britse onderscheiding voor dapperheid; de George Medaille, zijn bijnaam was "Mike the Bike".

## Privéleven
Mike Hailwood was de zoon van Stan Hailwood, miljonair, voormalig autocoureur en grasbaanrenner en eigenaar/directeur van Kings of Oxford, een van de grootste motorzaken in het Verenigd Koninkrijk met vijftig filialen. Stan had zijn zoon al toen hij zeven jaar was een kleine motorfiets en een kleine auto geschonken, beiden voorzien van een 100cc-tweetaktmotortje. Mike reed toen nog rond het ouderlijk huis, maar toen hij dertien jaar was vond Stan hem oud genoeg om de Jaguar XK120 van zijn moeder van kostschool naar huis te rijden. Toen hij veertien was had hij een 200cc-James Trials. Stan bezorgde hem een baantje als loopjongen bij Kings of Oxford, waar hij ook motorfietsen naar het station moest rijden. Dat duurde een kwartier, maar de voorman meldde al snel aan Stan dat Mike er een uur over deed. Stan ontsloeg Mike en bezorgde hem een baantje bij Triumph. Mike dacht dat hij testrijder zou worden, maar vader Stan had gevraagd om "the dirtiest job in the factory". Mike kreeg echter binnen een jaar al een fabrieks-Triumph voor de Scottish Six Days Trial. Stan wist dat Bill Webster een paar MV Agusta-racers bezat en wilde er een kopen. Webster vertelde hem dat Domenico Agusta hem alleen toestemming had gegeven om er topcoureurs op te laten rijden. Ze besloten Mike na de Scottish Six Days te laten starten op Oulton Park, met een opzettelijk te lang gegearde en te ruim afgestelde 125 Bialbero. Bill wilde voor Mike blijven rijden om hem in de gaten te houden, maar Mike passeerde hem en werd elfde in de race. Bill vertelde dat Stan een MV Agusta kon kopen want "je hebt een wereldkampioen in huis". Stan geloofde hem niet. Hij kocht voor Mike een standaard 200cc-MV die tot 240cc werd opgeboord en Mike moest zelf 90 pond opbrengen voor een 50cc-Itom. Daar mocht Mike in nationale wedstrijden mee starten. Stan vroeg oud-coureur Bill Lacey, met wie hij nog op Brooklands geracet had en die Stan's MG's getuned had, om Mike's racemotoren voor het seizoen 1958 te prepareren.
Gedurende het begin van zijn carrière woonde Mike tot hij fotomodel Pauline ontmoette in een flat in Londen. Later woonden ze samen in de winterperiode op de boerderij van Paddy Driver in de buurt van Johannesburg (Zuid-Afrika). Nadat hij zijn autocarrière in 1974 had beëindigd vertrok het gezin Hailwood naar Nieuw-Zeeland, waar Mike een botenbedrijf begon. Hij verveelde zich daar al gauw en begon geleidelijk aan weer met motoren te racen. Het gezin verhuisde naar Tanworth-in-Arden, vlak bij Birmingham.
Mike en Pauline kregen twee kinderen: dochter Michelle in 1971 en zoon David in 1974, maar Mike en Pauline trouwden pas in 1975.

### De vlag valt
In maart 1981 kwam het bericht van Hailwoods overlijden. Toen hij op zaterdag 21 maart samen met zijn kinderen iets te eten ging halen botste hij tegen een vrachtauto die aan het keren was. Zijn dochtertje Michelle (9) was op slag dood, zoon David (6) werd ernstig gewond in het ziekenhuis opgenomen. Hailwood liep ernstig hoofdletsel op en overleed op maandag 23 maart in het ziekenhuis in Birmingham. Hij was niet meer bij bewustzijn geweest. Zijn kist werd gedragen door Richard Attwood, Giacomo Agostini, Geoff Duke, David Hobbs, James Hunt en John Surtees. Ook Luigi Taveri was bij de uitvaart in St. Mary Magdalene Church in Tanworth.
Pauline beheerde sindsdien de nalatenschap van Mike tot ze in 2020 overleed, David vertegenwoordigt zijn vader soms nog bij racedemonstraties en onthullingen.

## Motorcarrière

### Wereldkampioenschap wegrace

#### 1958
In zijn eerste seizoen werd Mike Hailwood Brits kampioen in de 125cc-, 250cc- en de
350cc-klasse. Hij won de 250cc-race van de North West 200 in Noord-Ierland en scoorde zijn eerste WK-punten door met zijn NSU Sportmax derde te worden in de Lightweight TT. Hier presteerde hij iets dat in de 50-jarige geschiedenis van Man pas drie keer door ervaren coureurs was gedaan; hij won in alle vier klassen waarin hij uitkwam een "replica". Hierbij bleef het niet in dat jaar: Hailwood won op andere circuits tweemaal vier races en zevenmaal drie races op één dag. Hij nam bovendien deel aan de International Six Days Enduro. Hij scoorde ook nog twee podiumplaatsen in de GP van Zweden en sloot het seizoen af met de vierde plaats in het wereldkampioenschap wegrace 125 cc.

#### 1959
Voor het seizoen 1959 kreeg hij een fabrieks-Ducati 125 Trialbero aangeboden. Voor de andere klassen moest vader Stan weer in de buidel tasten: voor de 350cc-klasse kocht hij een AJS 7R "Boy Racer" en voor de 250cc-klasse een Mondial 250 Bialbero. In de 500cc-klasse bleef Mike zijn Norton 30M gebruiken. Vooral met de Ducati was Hailwood succesvol. Hij scoorde derde plaatsen in de GP van Duitsland, de TT van Assen en in de Ultra-Lightweight TT, een race waarin zijn toekomstig werkgever Honda debuteerde en waarin Naomi Taniguchi de eerste Japanner werd die een WK-punt scoorde. Mike Hailwood scoorde zijn eerste overwinning in het WK door de 125cc-race van de Ulster Grand Prix te winnen. Hij was daarmee de jongste WK-winnaar op dat moment. Hij sloot het seizoen af als derde in de 125cc-eindstand. Voor de GP des Nations kreeg hij de beschikking over een MZ RE 250, waarschijnlijk de machine van de niet aanwezige Horst Fügner, maar hij scoorde er geen punten mee. 

#### 1960
Voor het seizoen 1960 kreeg hij weer een 125cc-fabrieks-Ducati, maar Stan Hailwood betaalde veel geld om Fabio Taglioni een unieke 250cc-racer te laten bouwen, de Ducati 250 Desmo racer, die feitelijk was opgebouwd uit twee gekoppelde 125 Trialbero-blokjes. Met beide Ducati's was Hailwood in het Brits kampioenschap niet te verslaan, maar in het wereldkampioenschap waren ze geen partij voor de MV Agusta 125 Bialbero en de MV Agusta 250 Bicilindrica. 

#### 1961, eerste wereldtitel

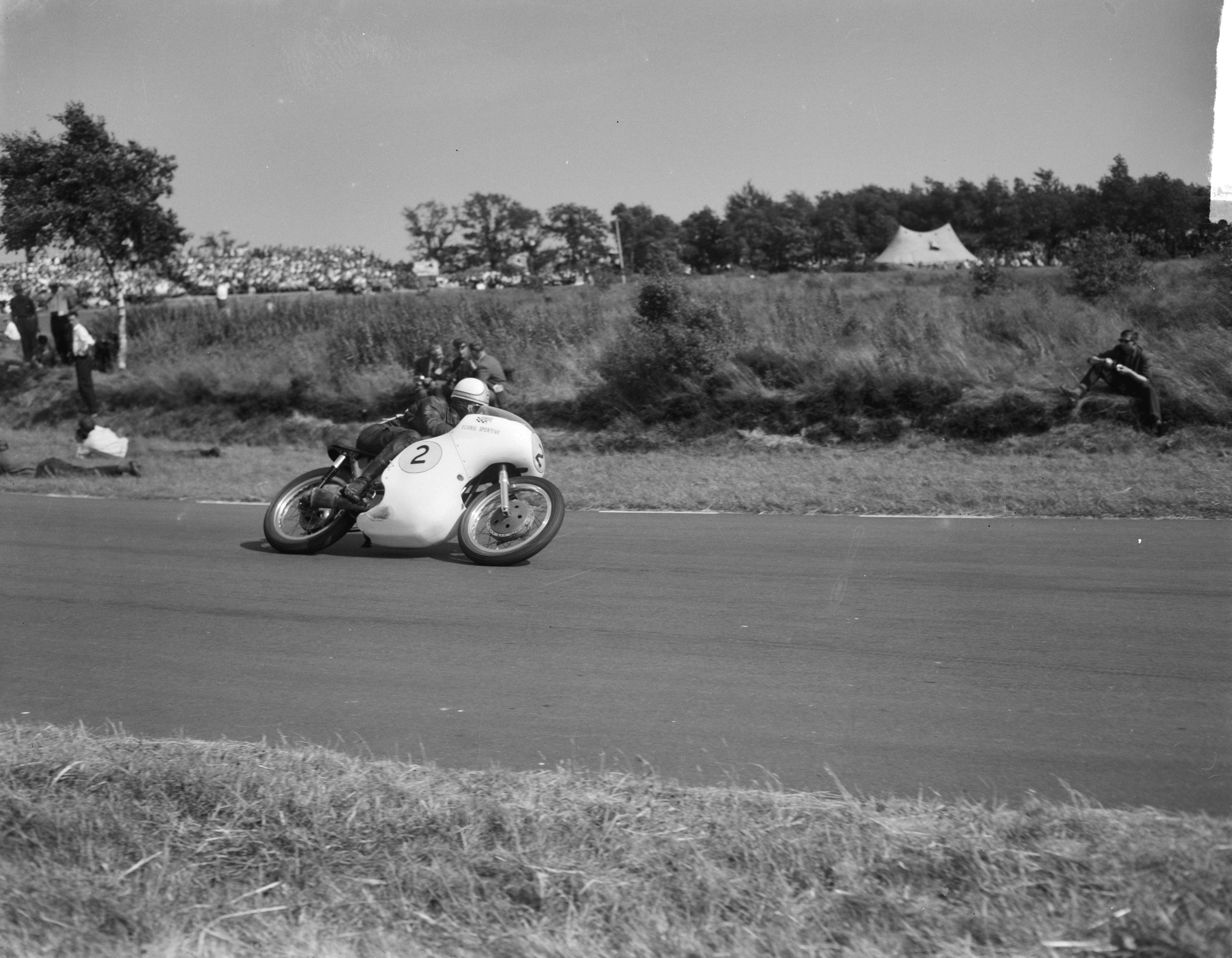
Hailwood op de Norton 30M in 1961

Mike Hailwood begon het seizoen 1961 met een 125cc-EMC, zijn oude Mondial 250 Bialbero, de AJS 7R en de Norton Manx. Stan wist echter bij Honda twee fabrieksracers te huren: een 125cc-Honda 2RC 143 en een 250cc-Honda RC 162. Met die laatste machine werd hij al tweede in de Franse Grand Prix. Pas tijdens de TT van Man beschikte Mike ook over de 125cc-Honda en hij won drie races in één week: de Lightweight 250 cc TT, de Lightweight 125 cc TT en de Senior TT. Als hij geen machinepech had gekregen had hij ook de Junior TT met ruime voorsprong gewonnen. Met de Norton Manx scoorde hij tweede plaatsen in de Franse GP, de TT van Assen, de GP van België en de Ulster Grand Prix. Domenica Agusta bood hem daarom voor de GP des Nations een MV Agusta 500 4C aan (onder de merknaam MV Privat), waarmee Hailwood prompt wist te winnen. Met de MV werd hij ook nog tweede in de GP van Zweden. Hij sloot het 500cc-seizoen af als tweede achter MV-fabrieksrijder Gary Hocking. In de 250cc-klasse ging het nog veel beter. Nadat hij de Lightweight TT had gewonnen, won hij ook de TT van Assen, voor Bob McIntyre en Jim Redman. Dat was Honda waarschijnlijk een doorn in het oog: zowel Hailwood als McIntyre reden met gehuurde motorfietsen en Redman was Honda's beoogde wereldkampioen. In België won Redman voor Honda's andere fabrieksrijder Tom Phillis en Hailwood werd derde. Deze drie stonden nu samen aan de leiding van het wereldkampioenschap. Hailwood won echter ook de GP van de DDR en werd tweede in de Ulster Grand Prix, die werd gewonnen door McIntyre, die geen bedreiging in het WK vormde. Hailwood breidde zijn voorsprong op Redman en Phillis dus nog uit. In de GP des Nations kwamen Redman en Hailwood samen over de finish, maar Redman won met 0,2 seconde verschil. In Zweden won Hailwood overtuigend: Redman werd vierde met een ronde achterstand en Phillis werd zesde met twee ronden achterstand. Daardoor was Mike Hailwood nu al zeker van zijn eerste wereldtitel. Vader Stan hield het geld voor de dure reis naar de GP van Argentinië dan ook in zijn zak. Dat kon hij ook goed gebruiken, want ondanks de wereldtitel stuurde Honda gewoon de rekening voor de huur van de motorfietsen. De wereldtitel was niet voldoende om Honda over te halen Hailwood een contract aan te bieden. Er was ook nog het probleem van de subsponsoring: Hailwood had een contract met Shell en Honda betrok zijn smeermiddelen van Castrol. Het duurde allemaal zo lang dat graaf Domenico Agusta Hailwood op zijn MV Agusta-viercilinders kon zetten.

#### 1962, tweede wereldtitel

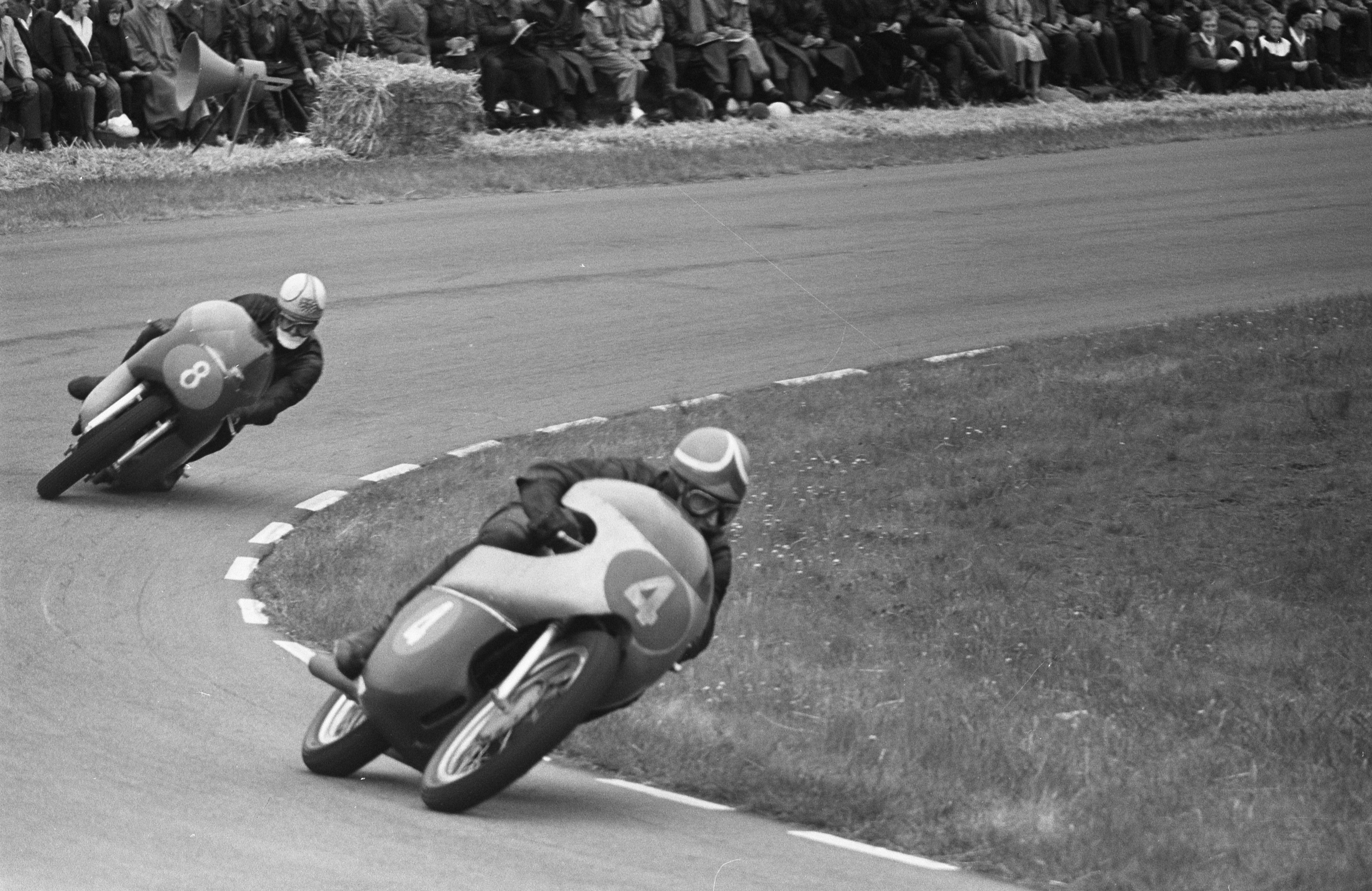
Mike Hailwood jaagt op František Šťastný tijdens de 350cc-race in Assen

Zo begon hij aan het seizoen 1962 als fabrieksrijder bij MV Agusta, naast vriend en stalgenoot Gary Hocking in de 350- en de 500cc-klasse. Voor zijn eigen plezier (omdat hij niets liever deed dan racen) kocht hij ook nog een125cc-EMC en een Benelli 250 Bialbero. Gary Hocking won de Senior TT, waar Hailwood na een langdurige koppelingsreparatie slechts twaalfde werd. Hailwood won de Junior TT, waarin Hocking tweede werd. Tijdens deze race verongelukte Tom Phillis, een persoonlijke vriend van Hailwood en Hocking. Gary Hocking werd hierdoor zodanig geraakt dat hij onmiddellijk stopte met racen. Mike Hailwood werd op dat moment de enige fabrieksrijder voor MV Agusta. Hij won alle 500cc-races waarin hij startte en werd tijdens de GP des Nations, met nog twee races te gaan, al wereldkampioen. Hij ging naar de GP van Finland, zonder steun van MV Agusta, dat geen geld meer uitgaf nu de wereldtitel binnen was. Mike kreeg van MZ een MZ RE 125 en nam zijn eigen, oude Norton Manx mee, maar raakte tijdens de trainingen geblesseerd en kon niet starten. MV gaf in de 350cc-klasse na de GP van de DDR de strijd op. Hoewel Hailwood slechts vier punten achterstand had op Jim Redman (Honda) liet men hem niet meer in de GP des Nations starten en Redman kreeg de wereldtitel in de schoot geworpen.
Op persoonlijk vlak was 1962 geen fijn jaar voor Hailwood. Net als Gary Hocking voelde hij zich niet thuis bij MV Agusta. Hij stond op gespannen voet met de autocratische graaf Agusta en kon niet wennen aan het leven in Italië. Dat deed hij dan ook niet: hij betrok een flat in Londen en nam het niet al te serieus met zijn nachtrust. Het overlijden van Tom Phillis en Bob McIntyre raakte hem hard en hij dacht erover te stoppen met racen. De derde klap kwam toen Gary Hocking in december verongelukte tijdens de training met een racewagen. 

#### 1963, derde wereldtitel
In het seizoen 1963 leek MV Agusta weer wat concurrentie te krijgen. Geoff Duke had het plan opgevat om de oude, uit 1957 stammende Gilera 350 4C en Gilera 500 4C af te stoffen en opnieuw in te zetten in het WK. De gedachte daarachter was dat MV Agusta helemaal niet veel ontwikkelingswerk had gedaan omdat er toch geen concurrentie was. De MV Agusta's waren in 1963 inderdaad niet veel beter dan in 1957 en Duke richtte Scuderia Duke op en begon met Derek Minter en John Hartle aan het seizoen. Minter raakte echter geblesseerd en werd vervangen door Phil Read. Hailwood won de Senior TT, maar viel in de Junior TT uit. Tijdens de 500cc-race van de TT van Assen viel Hailwood ook uit. Het werd een groot succes voor Scuderia Duke: Hartle won en Read werd tweede. In de 350cc-race werd Hailwood tweede achter Redman, die nu al een enorme voorsprong in de WK-stand had. Duke had de 350cc-Gilera's weer in het museum gezet: hij werd nu al geconfronteerd met een gebrek aan reservedelen. Hailwood won de 500cc-GP van België, maar Read werd tweede en ze stonden samen aan de leiding van het WK. In de Ulster Grand Prix viel Read, maar Hartle werd achter Hailwood tweede. Hailwood werd in de 350cc-race tweede achter Jim Redman, die nu al zeker was van de wereldtitel. In de GP van de DDR kon Read niet starten omdat hij zijn 500cc-Gilera bij een val had afgeschreven. Hailwood won de 500cc-race voor Minter en de 350cc-race voor Luigi Taveri en Jim Redman. Hij kreeg weer een MZ RE 250 waarmee hij de 250cc-klasse won. In de Finse Grand Prix won Hailwood weer beide races en daarmee stelde hij zijn 500cc-wereldtitel zeker. 

#### 1964, vierde wereldtitel

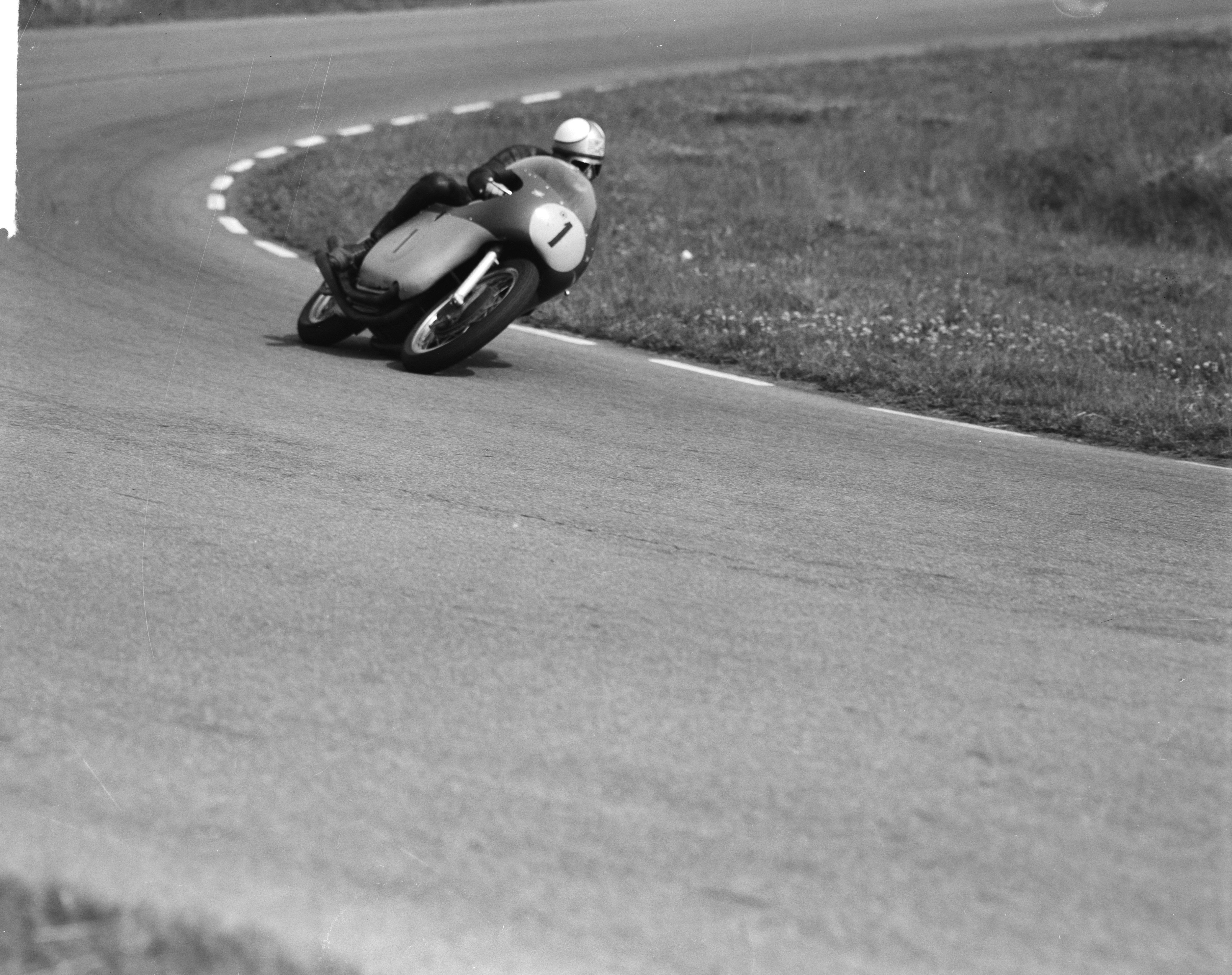
Op de MV Agusta 500 4C in 1964

Nu Scuderia Duke was opgeheven had MV Agusta, met Mike Hailwood als enige fabrieksrijder, het rijk weer alleen in de 500cc-klasse. In de 350cc-klasse gooide het de handschoen al in de ring na Hailwood's tweede plaats in de TT van Assen, waar hij door Redman op meer dan een minuut achterstand was gezet. MV Agusta richtte zich op de ontwikkeling van de nieuwe MV Agusta 350 3C-driecilinder. In de 500cc-klasse won Mike Hailwood zes GP's op rij en na de Duitse Grand Prix was hij al wereldkampioen. In de Grand Prix van de DDR op 26 juli viel hij met de MZ RE 250 zo hard, dat hij een maand niet kon racen. Heel ernstig was de blessure echter niet, want op 2 augustus startte hij met een Reg Parnell Racing-Lotus-BRM in de Formule 1-Grand Prix van Duitsland en op 23 augustus in de Formule 1-Grand Prix van Oostenrijk. Voor MV Agusta startte hij pas weer in de GP des Nations, waar hij bijna verrast werd door Benedicto Caldarella, die met een Gilera 500 4C de snelste ronde reed en slechts elf seconden na Hailwood finishte. MV Agusta ging niet naar de Japanse Grand Prix, maar Hailwood startte op uitnodiging van MZ in de 250cc-race, waar hij vijfde werd, en in de 350cc-race, waar hij tweede werd. 

#### 1965, vijfde wereldtitel

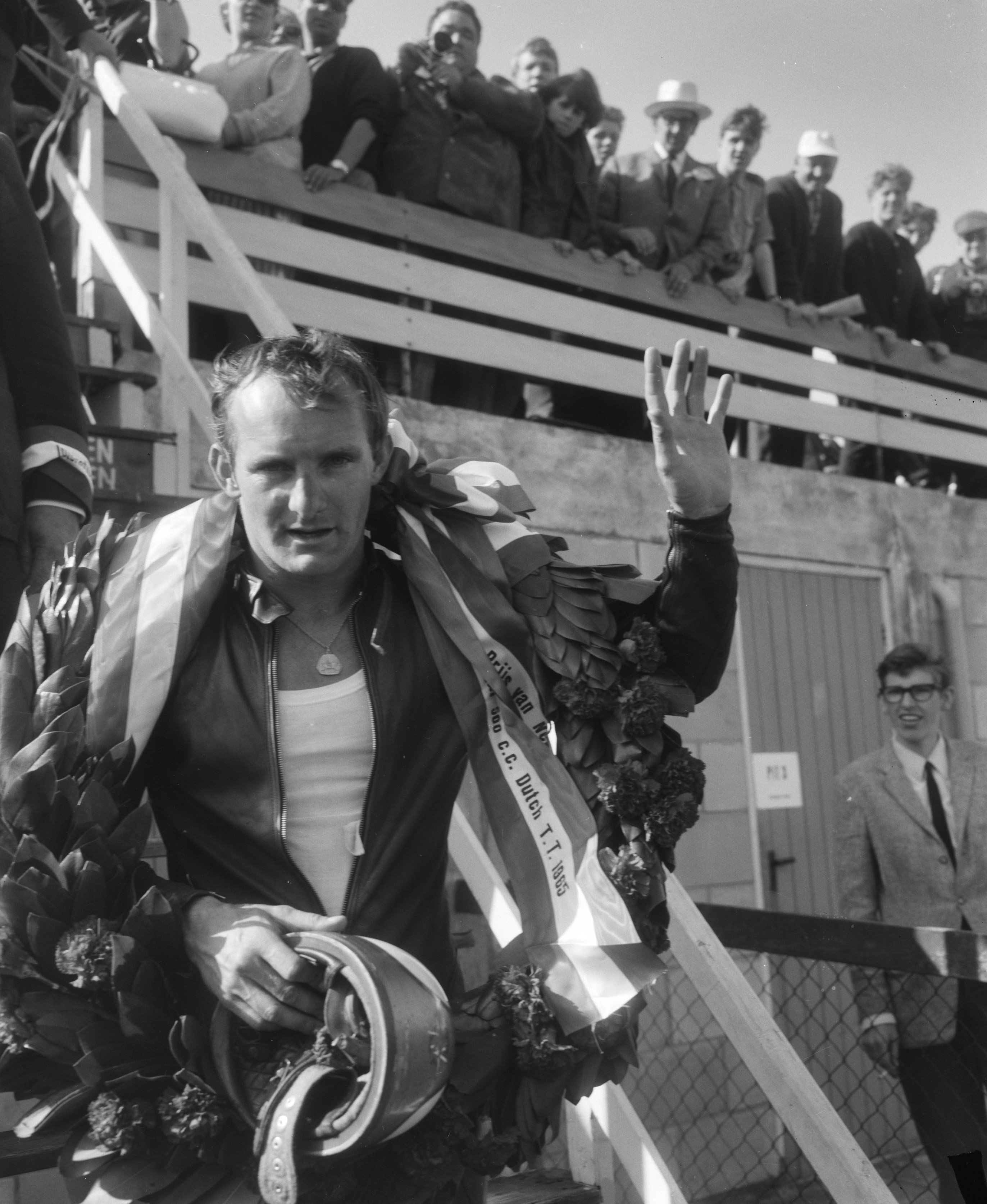
Winnaar TT Assen 1965

MV Agusta deed in het seizoen 1965 niet alleen een aanval op de 350cc-titel met de volledig nieuwe MV Agusta 350 3C driecilinder, maar huurde naast Mike Hailwood ook een tweede rijder in, het jonge talent Giacomo Agostini. Agostini had in 1964 de Italiaanse titel van zijn "leermeester" Tarquinio Provini overgenomen. Hailwood en Agostini startten beide ook in de 500cc-klasse en hadden slechts één tegenstander: de rechter bocht bij Sarah's Cottage op Man. Daar vielen ze allebei tijdens de Senior TT en Hailwood's 350 3C ging daar stuk tijdens de Junior TT. MV Agusta stuurde Agostini niet naar de GP van de USA, waarschijnlijk omdat hij zich moest concentreren op de 350cc-klasse die daar niet reed. Mike Hailwood won de 500cc-race met twee ronden voorsprong op de rest van het veld. Hij won ook de 500cc-GP van Duitsland met anderhalve minuut voorsprong op Agostini, maar die won de 350cc-race voor Hailwood. Zoals gezegd vielen zowel Agostini als Hailwood tijdens de Senior TT, maar voor Agostini was dat einde wedstrijd. Hailwood trapte zijn motorfiets weer enigszins recht en reed met een gescheurd pak en een bloedneus naar de pit. Daar werden nog wat noodreparaties uitgevoerd, maar hij won desondanks met 2½ minuut voorsprong. In de Junior TT viel Hailwood's machine stil en Agostini werd slechts derde achter Jim Redman (Honda) en Phil Read (Yamaha). In de TT van Assen won Hailwood de 500cc-race en in de 350cc-race werd hij tweede achter Redman maar vóór Agostini. Die had hij wellicht voor willen (moeten) laten gaan, maar Ago's achterstand was daarvoor veel te groot, ruim twee minuten. Hailwood versloeg Agostini ook in de 500cc-GP van België en de 500cc-GP van de DDR, waar ze in de 350cc-race allebei uitvielen. Exact hetzelfde gebeurde in de Grand Prix van Tsjecho-Slowakije. Hailwood was in de DDR al zeker van de 500cc-titel. Opnieuw gaf MV Agusta de 350cc-strijd vroeg op. Redman was nog geen wereldkampioen, maar het team ging niet naar de Ulster Grand Prix en de GP van Finland. Tijdens de 500cc-race van de GP des Nations, de thuiswedstrijd van MV Agusta, leken Hailwood en Agostini er een spannende race van te maken. Ze reden samen hun rondjes, maar tegen het einde van de race reed Hailwood bij Agostini weg. Agostini won de 350cc-race in afwezigheid van Jim Redman. Nadat MV Agusta had geblunderd door Ago niet naar Ulster en Finland te sturen, blunderde Honda nu. Redman had een sleutelbeen gebroken, maar dat was sneller dan verwacht hersteld. Hij telegrafeerde naar Japan en vroeg Honda om zijn machines naar Italië te sturen. Honda telegrafeerde terug dat het team niet naar Italië ging, waarop Redman thuis in Rhodesië bleef. Op Monza stonden coureur Bruce Beale en monteur Nobby Clark echter op hem te wachten met de Honda 2RC 172. Door deze fout kwamen Agostini en Redman samen aan de leiding van het WK te staan, met elk 32 punten. Zowel Honda als MV Agusta zetten alles op alles tijdens de GP van Japan. Agostini moest winnen, maar Hailwood moest mee om te zorgen dat Redman geen tweede zou worden, want dan zou hij alsnog wereldkampioen zijn (dat had te maken met de streepresultaten). Honda gaf Redman een tot 256 cc opgeboorde zescilinder Honda RC 165, die sneller was dan de viercilinder 2RC 172. Ago's MV wilde echter vanaf de start niet goed lopen. Redman voldeed met het volgen van Hailwood, finishte als tweede en werd 350cc-wereldkampioen. Na de 350cc-race liep het contract van Mike Hailwood met MV Agusta af. Honda maakte daar handig gebruik van door de 250cc-race na de 350cc-race te plannen (Honda was circuiteigenaar en organisator van de Japanse Grand Prix). Zo kon Mike Hailwood met de 250cc-Honda RC 165 starten. Hailwood won die race met een zescilinder waar hij nog nooit op gereden had.
Hailwood wilde eind 1965 weg bij MV Agusta. Het was duidelijk dat de Italiaan Agostini de voorkeur van Domenico Agusta genoot, maar Mike kon naar zijn zin ook veel te weinig wedstrijden rijden, voor nationale races in het Verenigd Koninkrijk. Hij kreeg een overvloed aan aanbiedingen: Suzuki wilde hem voor de 250cc-klasse en was bereid speciaal voor hem een 350cc-racer te bouwen zodat hij meer kon rijden. Gilera was bereid een nieuwe 500cc-racer voor Hailwood te bouwen en ten slotte zegde ook Honda toe een 500cc-machine te bouwen en hem bovendien in de 250- en de 350cc-klassen in te zetten.
Tijdens dit seizoen overwoog Hailwood al om de definitieve overstap naar de Formule 1-autoraces te maken. Door de grote problemen die ontstonden met de combinatie Lotus chassis-BRM motor besloot hij echter om het voorlopig bij motorraces te houden. 

#### 1966, zesde en zevende wereldtitel

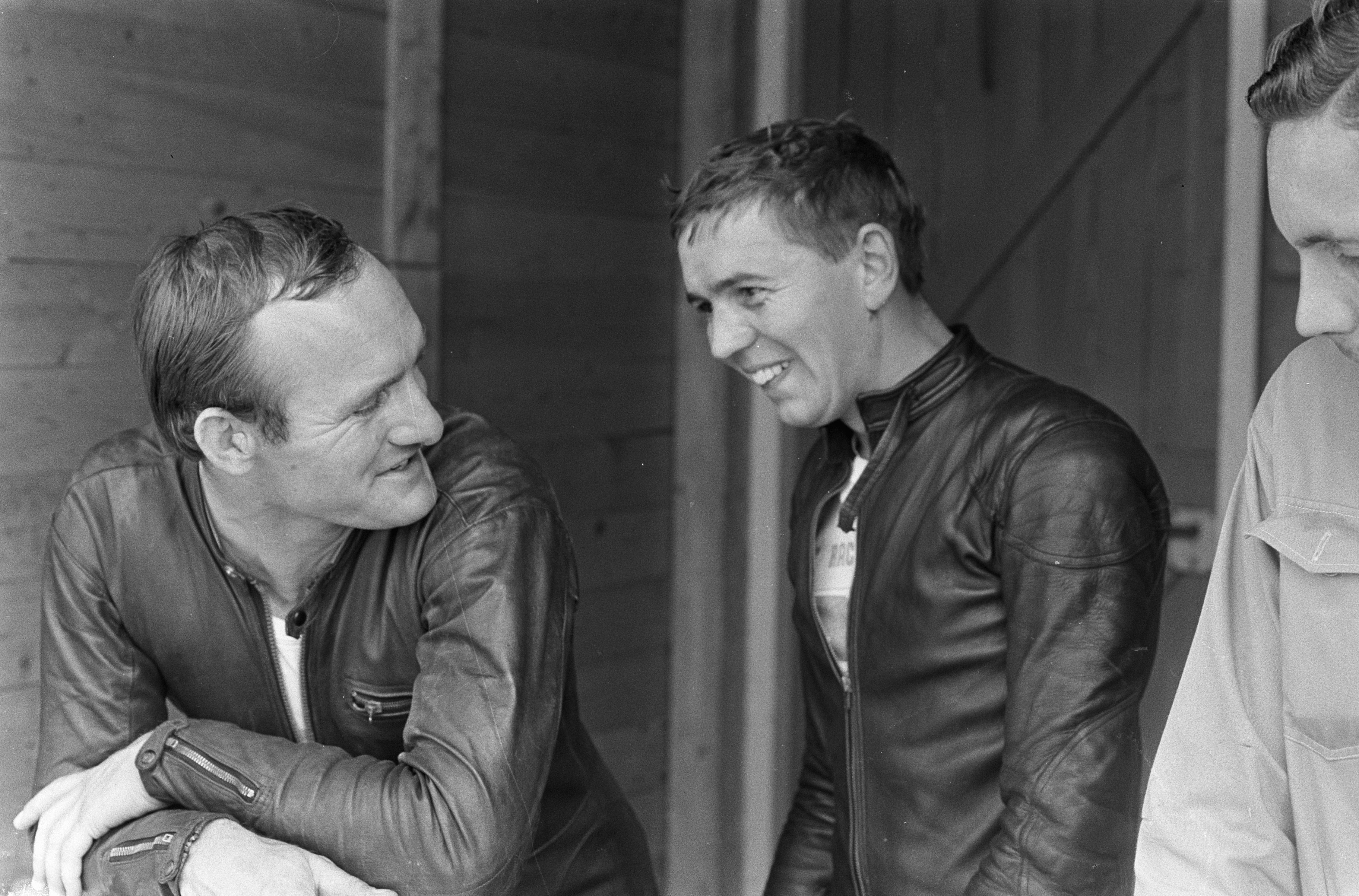
Met teamgenoot Ralph Bryans tijdens de training van de TT van Assen

Nu Hailwood in het seizoen 1966 voor Honda had getekend, zette Gilera alle race-aspiraties in de kast. Het had alleen vertrouwen in Mike Hailwood. Suzuki beëindigde haar 250cc-project en kwam ook niet meer met een 350cc-machine. Hailwood had een enorm aantal taken voor zich: in de 250cc-klasse moest hij zich weren tegen Phil Read met de snelle viercilindertweetakt Yamaha RD 05, in de 350cc-klasse tegen Giacomo Agostini met de MV Agusta 350 3C en in de 500cc-klasse tegen Agostini met de nieuwe MV Agusta 500 3C én tegen zijn eigen teamgenoot Jim Redman. Honda had Redman eigenlijk een baan als teammanager aangeboden. Redman nam die baan aan, op voorwaarde dat hij nog een gooi naar de 500cc-titel mocht doen. Voorlopig hield men het erop dat Redman zich op de 350- en de 500cc-klasse zou richten en Hailwood op de 250- en de 350cc-klasse. Hailwood kreeg echter geen nieuwe 250cc-racer. Hij moest het doen met de RC 166, waarmee Redman in 1965 zowel door Phil Read als door Mike Duff verslagen was. Voor de 350cc-klasse kreeg hij de nieuwe viercilinder Honda RC 173. Voor de 500cc-klasse kwam de Honda RC 181 een machine waarvoor het blok veel te sterk was voor het frame, die de bijnaam "the Beast" kreeg. Hailwood kreeg de overwinning in de 250cc-race van de Spaanse Grand Prix min of meer in de schoot geworpen toen zowel Redman (val) als Read en Bill Ivy (ontstekingsproblemen) uitvielen. Voor de start van de 500cc-race van de GP van Duitsland ging Redman's Honda RC 181 stuk. Als teammanager nam hij het besluit dat Hailwood zijn machine moest inleveren. Dat deed Hailwood onder protest en Redman won de race voor Agostini. Hailwood won de 350cc-race en klopte Redman in de 250cc-race met 0,4 seconde verschil. Tijdens de Franse Grand Prix won Hailwood de 350cc-race én de 250cc-race. Redman won de 500cc-TT van Assen nadat Hailwood gevallen was. Hailwood won zowel de 250- als de 350cc-race met een enorme voorsprong. Tijdens de 500cc-race van de Belgische Grand Prix brak Redman een arm bij een val, terwijl Hailwood moest stoppen door een defecte versnellingsbak. Agostini, inmiddels op de 430cc-grote MV Agusta 500 3C, won de race en nam de leiding in het WK. Hailwood won de 250cc-race en had een grote voorsprong in de WK-stand op Jim Redman. Tijdens de 500cc-race van de GP van de DDR viel Hailwood uit met motorproblemen, maar de schade bleef beperkt omdat Agostini ten val kwam. Hailwood won de 250cc-race, maar kon in de 350cc-race niet starten omdat hij dan het reglementaire maximum van 500 km per dag zou overschrijden. Tijdens de GP van Tsjecho-Slowakije won Hailwood de 250-, 350- en de 500cc-race. Het was pas zijn eerste overwinning in de 500cc-klasse, maar in de 250cc-klasse was hij nu al zeker van de wereldtitel. In de 500cc-race van de Finse Grand Prix werd hij achter Agostini tweede. Hij won de 250cc-race en de 350cc-race, waarin Agostini uitviel. Door de 350cc-race van de Ulster Grand Prix te winnen werd Hailwood ook wereldkampioen in die klasse. Hij won echter ook de 500cc-race, waardoor hij in die klasse ook nog steeds kans op de titel had, samen met Agostini en (theoretisch) Redman, die nog steeds geblesseerd was. Hailwood won de Senior TT met 2½ minuut voorsprong op Agostini, die met zijn tweede plaats niets opschoot omdat deze als streepresultaat wegviel. Hailwood viel in de Junior TT uit. Hij won de Lightweight 250 cc TT en, in een poging om vier races in een week te winnen, startte hij ook in de Lightweight 125 cc TT, waar hij slechts zesde werd.
Met twee wereldtitels op zak toog Hailwood naar de laatste 500cc-Grand Prix, de GP des Nations op Monza.
Stand van zaken voor de race: Giacomo Agostini had al 46 punten gescoord, maar omdat slechts vijf van de negen resultaten telden moest hij drie resultaten wegstrepen: de nulscore uit de DDR en twee tweede plaatsen (2 x 6 punten). Dat bracht zijn puntentotaal voor aanvang van de race op 34. Mike Hailwood had al vier nulresultaten, dus hij hoefde het hele seizoen niets meer in mindering te brengen. Zijn 30 punten waren dan ook een nettoresultaat. Zou Agostini winnen (8 punten), dan moest hij nogmaals 6 punten aftrekken. Agostini kon dus maximaal 36 punten scoren. Dat zou voldoende zijn zelfs als Hailwood tweede werd (6 punten). Dan hadden beiden 36 punten en drie overwinningen, maar als er gekeken werd naar de tweede plaatsen dan had Agostini er vijf en Hailwood slechts twee. Hailwood kon dus alleen wereldkampioen worden door zelf te winnen. 
| \| \| 1 \| 2 \| 3 \| 4 \| 5 \| 6 \| 7 \| 8 \| 9 \| \| \| \| DUI \| NED \| BEL \| DDR \| TSJ \| FIN \| ULS \| MAN \| NAT \| Totaal \| \| ---------------- \| --- \| --- \| --- \| --- \| --- \| --- \| --- \| --- \| --- \| -------- \| \| Giacomo Agostini \| 6 \| 6 \| 8 \| 0 \| 6 \| 8 \| 6 \| 6 \| ? \| 46-12=34 \| \| Mike Hailwood \| 0 \| 0 \| 0 \| 0 \| 8 \| 6 \| 8 \| 8 \| ? \| 30-0=30 \| | Geel = Streepresultaat |     |     |     |     |     |     |     |     |          |
| | 1                      | 2   | 3   | 4   | 5   | 6   | 7   | 8   | 9   |          |
| | DUI                    | NED | BEL | DDR | TSJ | FIN | ULS | MAN | NAT | Totaal   |
| Giacomo Agostini | 6                      | 6   | 8   | 0   | 6   | 8   | 6   | 6   | ?   | 46-12=34 |
| Mike Hailwood | 0                      | 0   | 0   | 0   | 8   | 6   | 8   | 8   | ?   | 30-0=30  |

In Monza werd eindelijk de wereldtitel in de 500cc-klasse beslist. Dat gebeurde eigenlijk toen Mike Hailwood in de zevende ronde zijn Honda RC 181 aan de kant moest zetten met een gebroken krukas. De oorzaak daarvan lag eigenlijk bij de trainingen, toen Hailwood geweldig snelle rondetijden had genoteerd, maar zowel zijn eerste- als zijn reservemachine stuk had gedraaid. De monteurs hadden nog wel de tijd om in de nacht van zaterdag op zondag van deze twee machines één rijklaar exemplaar te maken, maar konden niet meer tot een optimale afstelling komen, waardoor het blok kapotging. Hailwood verspeelde hier de kans om de eerste coureur te worden die drie wereldtitels in één seizoen pakte. Agostini kon rustig naar de finish rijden en de wereldtitel grijpen. Hailwood won in Monza wel de 250cc-race.

#### 1967, achtste en negende wereldtitel

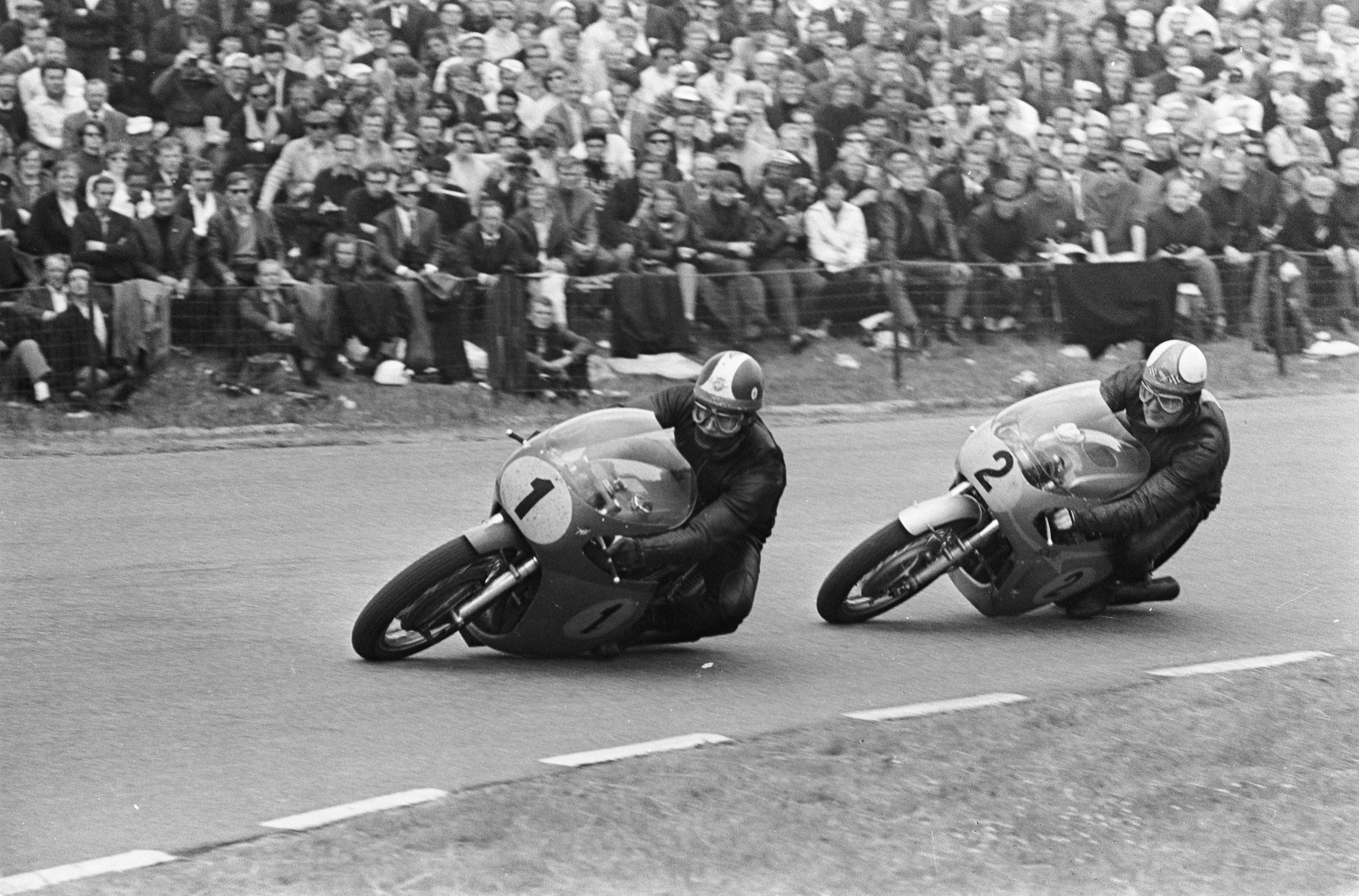
Tijdens de 500cc-TT van Assen bleef Hailwood acht ronden lang achter Giacomo Agostini hangen. Daarna reed hij hem voorbij om met vijf seconden voorsprong te winnen.

Honda liet in het seizoen 1967 de 50- en de 125cc-klasse los en had nog maar twee fabrieksrijders in dienst: Ralph Bryans voor de 250- en de 350cc-klasse en Mike Hailwood voor alle klassen. Voor de 250cc-klasse bleef de Honda RC 166-zescilinder ongewijzigd, voor de 350cc-klasse kwam er een tot 297 cc opgeboorde RC 166 onder de naam RC 174. Mike zelf werkte hard aan de verbetering van de slecht sturende 500cc-RC 181. Hij probeerde een frame van Paton en schijfremmen via Colin Lyster. Toen de pers daar lucht van kreeg maakte Honda er een eind aan: de RC 181 kreeg een Honda-frame en trommelremmen maar wel een excentrisch opgehangen steekas in het voorwiel, zodat de naloop gewijzigd kon worden. In de 250cc-Spaanse Grand Prix viel Hailwood door een lekke band uit. In de GP van Duitsland viel hij in de 250cc-race uit door een defecte ontsteking, hij won de 350cc-race en in de 500cc-race had hij zo'n grote voorsprong dat het publiek al naar huis begon te gaan. In de 23e ronde viel hij echter stil door een gebroken krukas. De 250cc-race van de GP van Frankrijk werd gewonnen door de man met de minste pech. Hailwood was aanvankelijk duidelijk sneller dan Phil Read en Bill Ivy (beiden Yamaha), tot hij schakelproblemen kreeg. Read kreeg problemen met zijn koppeling en Ivy met zijn versnellingsbak. Uiteindelijk won Read voor Ivy en Hailwood, die derde werd omdat Ralph Bryans zijn plaats kende en vlak achter hem finishte. Tijdens de TT van Man won Hailwood weer drie races in één week, waardoor zijn totaal op twaalf gewonnen TT's kwam. Hij reed in alle klassen een nieuw ronderecord. Ook tijdens de TT van Assen won Hailwood drie klassen. In de GP van België werd hij in de 250cc-race tweede achter Bill Ivy en in de 500cc-race tweede achter Giacomo Agostini.Tijdens de GP van de DDR beschikte Hailwood over een nieuwe versie van de RC 181, met gebruik van veel magnesium voor het carter, de versnellingsbak en andere onderdelen. Hij viel echter uit door een defecte versnellingsbak. In de 250cc-race viel hij ook uit, maar hij won de 350cc-race. In Tsjecho-Slowakije won Hailwood de 500- en de 350cc-race, waardoor hij al zeker was van de 350cc-titel. In de 250cc-race werd hij derde achter Read en Ivy. In de 500cc-GP van Finland viel hij door aquaplaning, maar Agostini won de race. Hailwood won we de 250cc-race. In de Ulster Grand Prix verbrandde Agostini zijn koppeling bij de start van de 500cc-klasse. Hailwood won en had nu nog maar zes punten achterstand in het WK. Hailwood liet de 350cc-race schieten, maar won de 250cc-race, waardoor hij de leiding in dat WK nu ook overnam. Hailwood leek de 500cc-GP des Nations te gaan winnen, tot een uitlaat scheurde en de versnellingsbak stuk ging. Agostini ging hem voorbij en was daardoor al bijna wereldkampioen. In de 250cc-race had Hailwood ook al pech gehad toen hij uitviel door een olielekkage. Daardoor stond Read weer aan de leiding van de WK-stand. Zo moest de Canadese Grand Prix de beslissing brengen in het 500cc-wereldkampioenschap. Hailwood won er de 250cc-race, waardoor hij op gelijke hoogte kwam met Phil Read: beiden hadden 50 punten en vier overwinningen. In de 500cc-race in Canada zou de wereldtitel beslist worden.
Stand van zaken voor de race: Giacomo Agostini had 52 punten gescoord, maar er moesten in totaal vier resultaten weggestreept worden. Tot dusver moest Agostini 6 punten wegstrepen, waardoor zijn netto resultaat op 46 punten kwam. Mike Hailwood had 44 punten gescoord, maar had al drie "0"-resultaten zodat dat ook zijn netto puntentotaal was. Agostini kon alleen meer punten scoren door te winnen, want zijn laagste overgebleven resultaat was 6 punten. Hij kon maximaal op 48 punten komen. Hetzelfde gold voor Hailwood: alles minder dan 8 punten werd een streepresultaat. Hailwood kon op 46 punten komen door te winnen en vervolgens weer 6 punten weg te strepen. Als Hailwood won en Giacomo Agostini scoorde zelfs maar 1 punt, dan was Agostini wereldkampioen. Dat ene punt moest hij wel wegstrepen, maar omdat beiden dan 46 punten hadden, werd gekeken naar het aantal overwinningen: Agostini 5 (Duitsland, België, DDR, Finland en Italië) en Hailwood 5 (Isle of Man, TT Assen, Tsjecho-Slowakije, Ulster en Canada). Daarna werd gekeken naar de tweede plaatsen: Agostini 2 (TT Assen en Tsjecho-Slowakije) en Hailwood 2 (België en Italië). Zo bleef de stand gelijk, tenzij Agostini in Canada als zesde of hoger eindigde. Dan had hij een extra resultaat dat Hailwood niet had. Onder de streep kon Hailwood alleen wereldkampioen worden als hij won en Agostini niet scoorde. 
| \| \| DUI \| IOM \| NED \| BEL \| DDR \| TSJ \| FIN \| ULS \| NAT \| CAN \| Punten \| \| -------- \| --- \| --- \| --- \| --- \| --- \| --- \| --- \| --- \| --- \| --- \| ------- \| \| Agostini \| 8 \| 0 \| 6 \| 8 \| 8 \| 6 \| 8 \| 0 \| 8 \| ? \| 52-6=46 \| \| Hailwood \| 0 \| 8 \| 8 \| 6 \| 0 \| 8 \| 0 \| 8 \| 6 \| ? \| 44 \| | Geel = Streepresultaat |     |     |     |     |     |     |     |     |     |         |
| | DUI                    | IOM | NED | BEL | DDR | TSJ | FIN | ULS | NAT | CAN | Punten  |
| Agostini | 8                      | 0   | 6   | 8   | 8   | 6   | 8   | 0   | 8   | ?   | 52-6=46 |
| Hailwood | 0                      | 8   | 8   | 6   | 0   | 8   | 0   | 8   | 6   | ?   | 44      |

In Canada won Hailwood wel, maar Agostini werd op korte afstand tweede en verzekerde op die manier zijn wereldtitel. De 350cc-titel was nu voor Hailwood, de 500cc-titel voor Agostini. De strijd om de 250cc-titel tussen Hailwood en Phil Read was nog helemaal open. Read had nu 56 punten gescoord, maar moest er zes wegstrepen. Hailwood had 54 punten, maar moest er vier wegstrepen. Zo stonden ze netto allebei op 50 punten. In de GP van Japan vielen ze echter allebei uit. Er ontstond een discussie over wie nu de nieuwe kampioen was. Er was zelfs sprake van verschillen tussen de Franse- en de Engelse tekst van het FIM-reglement. Telde men het aantal overwinningen, dan was Hailwood met vijf keer winst kampioen, want Read had slechts vier wedstrijden gewonnen. Er waren ook mensen die dachten dat, indien de zeven tellende resultaten geen uitsluitsel gaven, het achtste resultaat dat moest doen. In dat geval zou Read kampioen zijn. De laatste reglementswijziging gaf de uitkomst: op basis van het aantal overwinningen werd Mike Hailwood wereldkampioen. Hij evenaarde daarmee het record van Carlo Ubbiali: 9 keer wereldkampioen.

#### 1968-1978

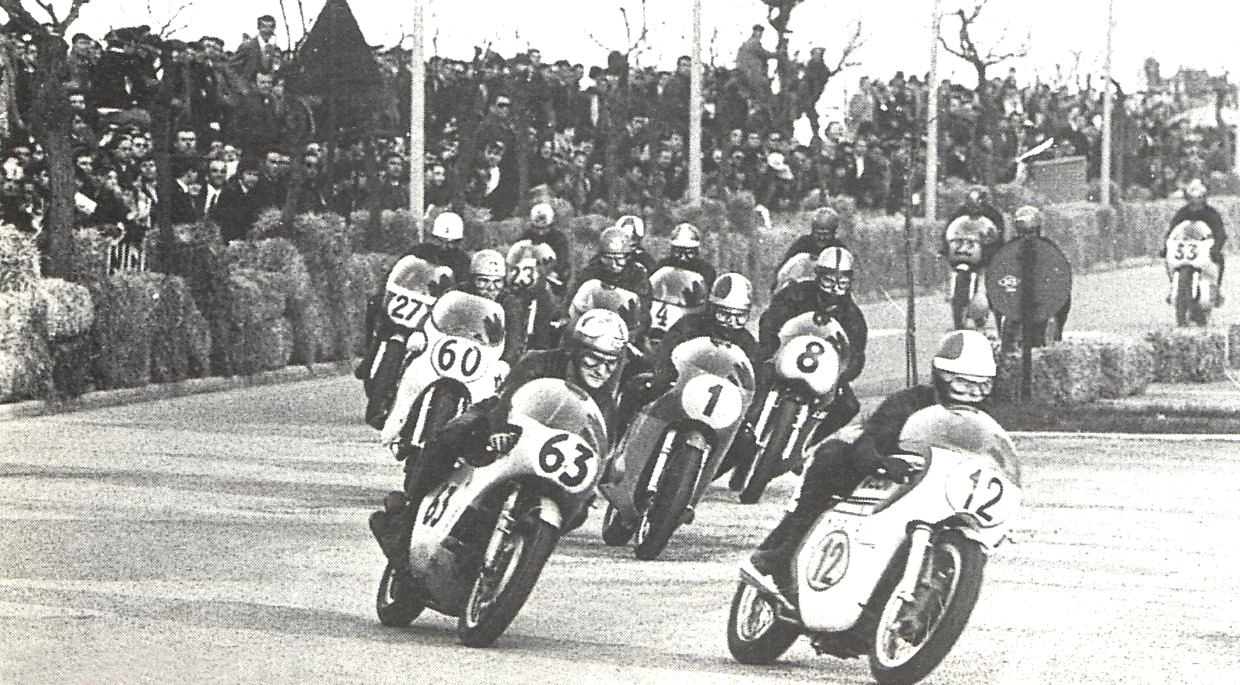
Hailwood (nr. 63) voor Giacomo Agostini (nr. 1) in Riccione in 1969. De race in Riccione maakte deel uit van de Mototempora Romagnola

Toen Hailwood in 1968 verzocht werd naar Japan te komen, dacht hij nieuwe machines te gaan testen. Men deelde hem echter mee dat Honda direct zou stoppen met motorraces om alle energie in de Formule 1 race-auto te stoppen. Hailwood kon op dat moment onmogelijk nog bij een ander team tekenen en Honda hield hem zelfs aan zijn contract; hij kreeg een jaarsalaris van 50.000 pond én de Honda-racemotoren, maar hij mocht er niet mee aan Grand Prix-wedstrijden deelnemen en kon dus ook zijn beide wereldtitels niet verdedigen. In de 250cc-klasse was Yamaha oppermachtig en Phil Read werd met de Yamaha RD 05 viercilinder tweetakt wereldkampioen. In de 350cc-klasse ging de titel van 1968 t/m 1973 naar Agostini op de MV Agusta.
Hailwood maakte in 1968 nog wel een rondje langs de circuits en liet zich voor elke race dik betalen (hij was tenslotte beroepscoureur). Hij startte met de 500 Honda in de Coppa d'Oro Shell in Imola en won met 20 seconden voorsprong op Agostini. Voor de TT van Man kreeg hij MV's aangeboden, maar zijn contract met Honda stond het accepteren ervan (nog) in de weg. Voor de Italiaanse Grand Prix op Monza kreeg Hailwood wel MV Agusta's. Hij trainde als snelste in de 350cc-klasse en bracht in de 500cc-klasse de tweede tijd achter Ago op de klokken. De uitslag van de races lag dus voor de hand: Hailwood eerste in de 350 cc, Ago in de 500. Maar graaf Agusta besliste dat Agostini beide races moest winnen. Hailwood dacht hier het zijne van en liep meteen naar de Benelli-pit. Daar kreeg hij de nieuwe Benelli 500 4C en trainde meteen een tijd die heel dicht bij die van Agostini lag. In de (kletsnatte) race viel Hailwood er in de tweede ronde af. Voor de race in Riccione werd hem 18.000 gulden geboden en hoewel Hailwood in eerste instantie liet weten geen motoren te hebben verscheen hij toch aan de start met de Honda RC 181 met een speciaal voor hem gebouwd Reynolds-frame. Hij had geen reserve-onderdelen en zelfs geen tandwielset om de gearing aan het circuit aan te passen, maar werd toch tweede achter Agostini. Hailwoods volgende en voorlopig laatste race kwam een half jaar later in de "Race of the Year" in Mallory Park. Hij won zijn serie in de 1000cc-klasse met een 500cc-Seeley. Ago won zijn eigen serie ook, zodat ze in de finale tegen elkaar uitkwamen. Daarin kon de oude, eencilinder Seeley niet opboksen tegen de MV Agusta. Ook Percy Tait op de 700cc-Métisse-Triumph klopte Hailwood. Daarna reed Hailwood onder andere in 1971 en 1972 in Daytona, met een BSA.

#### 1978, tiende wereldtitel

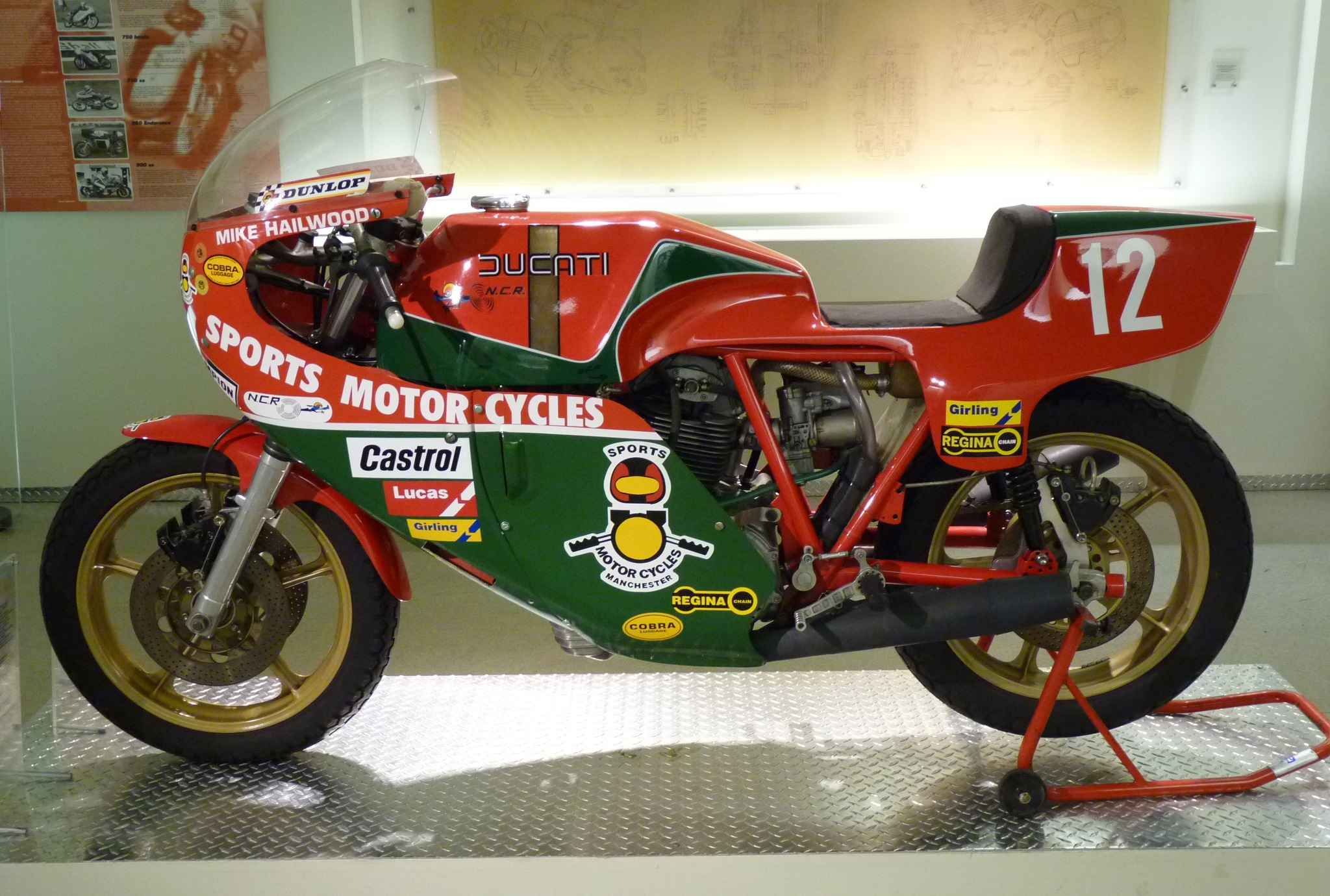
replica van Mike Hailwood's Ducati 860 uit 1978. Het startnummer verwijst naar de 12 TT-overwinningen die hij eerder had behaald.

Hailwoods terugkeer kwam in 1978, een jaar dat slecht was begonnen toen in maart zijn vader Stan op 78-jarige leeftijd in Barbados overleed. Stan Hailwood had zijn zoon diens hele carrière gesteund en in de jaren dat hij alleen enkele minder belangrijke races reed vormde hij zo ongeveer in zijn eentje het hele "team". Stan vormde een bekende verschijning als hij met het pitbord de baan op liep om de rondetijden van zijn zoon door te geven. Hoewel Hailwood in dat jaar geprobeerd heeft een contract bij Ford los te weken, kwam hij toch terug op de motor. Echter niet met een fabriekscontract: Mike reed alleen voor zijn plezier. Sponsor Martini regelde drie Yamaha's voor de TT van Man: Een TZ 250, een TZ 500 en een TZ 750. Hailwood had zijn comeback voorbereid in drie Australische races. In Adelaide en Sydney reed hij met een Ducati 860 in Endurance-races, waarvan hij de laatste won. Met de 750cc-Yamaha reed hij in Bathurst. Over de TT op Man zei hij: "Ik maak me geen zorgen over de hedendaagse topcoureurs; zij rijden hun race, ik de mijne. Ik maak me geen illusies over het verslaan van sterren als Mick Grant, Takazumi Katayama of Pat Hennen en co. Het zou gek zijn daarover na te denken". Yamaha PR-man Rodney Gould zag het met gemengde gevoelens aan. Als Yamaha-werknemer moest hij Hailwoods terugkeer begeleiden, maar als vriend van Hailwood kon hij het eigenlijk niet aanzien. Hij was bang dat de levende legende van zijn voetstuk zou vallen. Maar Hailwood reed met zijn Yamaha Martini 1.1 toermotor wekenlang rondjes en voelde zich thuis op Man.

##### De legendarische TT van Man
Op het bergachtige circuit van Man (ca. 60 km lang) startten de coureurs, zoals gebruikelijk, twee aan twee om de tien seconden. Phil Read vertrok in de Formula One TT met zijn Honda als eerste, 50 seconden voor Hailwood met de Ducati. In de eerste ronde pakte Hailwood al 14 seconden op Read en aan het einde van de tweede ronde was hij Read al gepasseerd. Read tankte sneller en kwam daardoor weer op kop, maar de Ducati was handzamer dan de fabrieks-Honda en ondanks dat Hailwood (volgens hemzelf) nog niet zo laat durfde te remmen als Read, kon hij hem gemakkelijk voorbij. Read verbrandde zijn koppeling en viel uit, Tom Herron die 9 seconden achter Hailwood lag, viel ook uit. John Williams (3e) moest zijn brandstoftank met zijn onderarmen op zijn plaats houden en Ian Richards (4e) had last van olielekkage waardoor zijn achterband spekglad was. Desalniettemin: het ronderecord werd met 10 mijl per uur scherper gesteld, en Hailwoods wedstrijdgemiddelde betekende ook een nieuw record. Commentaar van Hailwood, die na 11 jaar buiten de "motorwereld" meteen weer winnaar was: "Quite pleasant really" (Werkelijk zeer plezierig). In de Senior 500-klasse reed Hailwood ook een wedstrijd, maar grote problemen met de Yamaha waren zijn deel. In de tweede ronde moest hij een pitstop maken om een gebroken stuurdemper te laten repareren en het werd dus een inhaalrace. Die verliep voorspoedig tot hij in de laatste ronde op de Mountain zonder benzine kwam te staan. Er werd - illegaal - wat benzine geleend van een toeschouwer, zodat Hailwood rijdend over de finish kwam. Tijdens de prijsuitreiking was Hailwood zo sportief zijn overtreding toe te geven en hij gaf zijn replica terug. Ook in de Classic TT (die overigens niet met klassieke motorfietsen wordt verreden) viel Hailwood uit, op de tweede plaats liggend. In de Junior 250 TT ging het minder goed. Hailwood voelde zich niet op zijn gemak op de Yamaha TZ 250 en lag de meeste tijd op de 12e plaats, hoewel hij de op twee na snelste ronde reed. 
Maar dat kon niets afdoen aan de prestatie van een coureur die na 11 jaar op een kansloos geachte machine de hele wereldtop te kijk zette, hoewel gezegd moet worden dat de meeste Grand Prix-coureurs inmiddels op het gevaarlijke circuit van Man weigerden te rijden. 
Hailwood nam "afscheid" op Silverstone, waar hij met zijn Ducati 3e werd in de Formule 1-wedstrijd. Ondanks dit afscheid ging in november 1978 het gerucht dat Hailwood een fabriekscontract met Honda voor de TT van Man zou krijgen. Hij had de Japanners immers min of meer voor joker gezet met zijn "trage" Ducati. Hailwood startte in zijn thuisland Australië met een Ducati 750 SS in de Castrol Six Hours Race. Hij lag aan de leiding totdat hij het stuur over gaf aan zijn teamgenoot Jim Scaysbrook, die ten val kwam, waarmee de race ook voor Hailwood voorbij was. In december 1978 werd Hailwood door de lezers van het Britse blad Motor Cycle Weekly tot internationaal motorsportman van het jaar gekozen. Hij had intussen zijn 10e wereldtitel (Formula 1) gewonnen.

#### 1979
Terwijl iedereen dacht dat Hailwood het na zijn afscheid op Silverstone voor gezien zou houden, ging in februari 1979 het gerucht al rond dat Ducati hem een 1000cc-machine had toegezegd. Daarmee zou Hailwood in Engeland aan alle wedstrijden in de F1 klasse gaan deelnemen. Dat iedereen van de kwaliteiten van "the Bike" wilde profiteren bleek wel toen Suzuki in maart bekendmaakte een fabrieks-RG 500 wegracer voor Hailwood te leveren. Intussen had Hailwood in Nieuw-Zeeland een weg- en waterservicestation geopend en hij moest in dit seizoen dus goed geld verdienen. Voor de race op Man had Hailwood zelf alleen hoop op een vierde plaats, omdat de Ducati een stuk langzamer was dan de fabrieks-Honda's en -Kawasaki's.
Dat Hailwood plezier en zaken goed wist te combineren bleek uit het bericht dat hij samen met Rodney Gould in Engeland een motorzaak zou openen. Intussen trainde hij in Misano met de 860cc-Ducati, en ook met een 950cc-exemplaar. Hailwood viel er hard af, maar beschadigde alleen zijn trots. Uiteindelijk kreeg hij de beschikking over beide uitvoeringen: de 860 voor de F1-wedstrijden, de 950 voor de TT op Man. In die TT ging het weer boven verwachting voor Hailwood. Hoewel hij zichzelf alleen een kans op de vierde plaats had toebedacht, won hij de Senior TT (500 cc) met een Suzuki uit 1978. Het was duidelijk te zien dat hij in de eerste ronde moest wennen aan de tweetaktmotor, in de tweede ronde lag hij echter al op kop. Voor aanvang van de F1-race had hij grote stuurproblemen met de inmiddels tot 864 cc opgeboorde Ducati. Hij bouwde het motorblok in een oud frame maar kreeg met name de demping niet goed afgesteld. Bovendien wist iedereen dat de Japanse motorfietsen 5 tot 10 pk méér aan boord hadden. Hailwood reed nog langzamer dan zijn tijden uit 1978 en er sloeg een groot gat in zijn uitlaat. In de laatste ronde moest hij zijn losgetrilde accu repareren. Desondanks werd hij vijfde. In de Classic TT, waarin Hailwood weer op de 500cc-Suzuki startte, verwachtte iedereen een gemakkelijke overwinning van Alex George, die met zijn 1000cc-Honda ook de Formule 1 gewonnen had. Het werd een hevig gevecht, gewonnen door George met slechts 3,4 seconden voorsprong op Hailwood. Een laatste afscheidsrace zou in 1979 in Donington Park gereden worden, maar Hailwood viel in de training waardoor deze race aan hem voorbij ging. Wel reed hij in augustus nog een demonstratierondje op de oude MV Agusta samen met Giacomo Agostini.

### Wereldkampioenschap wegrace resultaten
(Races in cursief geven de snelste ronde aan, punten (tussen haakjes) zijn inclusief streepresultaten)
| Jaar | Klasse | Team      | Motorfiets             | 1       | 2       | 3       | 4       | 5       | 6       | 7       | 8       | 9       | 10      | 11                                                       | 12                                        | 13      | Punten  | Plaats                                             | Winst                              |                                                | Wereldkampioen |
| ---- | ------ | --------- | ---------------------- | ------- | ------- | ------- | ------- | ------- | ------- | ------- | ------- | ------- | ------- | -------------------------------------------------------- | ----------------------------------------- | ------- | ------- | -------------------------------------------------- | ---------------------------------- | ---------------------------------------------- | -------------- |
| 1958 | 125 cc | Privé     | Paton                  | IOM 7   |         |         |         |         |         |         |         |         |         |                                                          |                                           |         | 0       | -                                                  | 0                                  | Carlo Ubbiali, MV Agusta 125 Bialbero          |                |
| 1958 | 125 cc | Privé     | Ducati 125 Bialbero    |         | NED 10  | BEL -   | DUI -   | ZWE -   | ULS -   | NAT -   |         |         |         |                                                          |                                           |         | 0       | -                                                  | 0                                  | Carlo Ubbiali, MV Agusta 125 Bialbero          |                |
| 1958 | 250 cc | Privé     | NSU Sportmax           | IOM 3   | NED 4   |         | DUI -   | ZWE 2   | ULS -   | NAT -   | 13      | 4e      | 0       | Tarquinio Provini, MV Agusta 250 Monocilindrica Bialbero |                                           |         |         |                                                    |                                    |                                                |                |
| 1958 | 350 cc | Privé     | Beart-Norton 40M       | IOM 12  | NED 5   | BEL -   | DUI 4   | ZWE 3   | ULS -   | NAT -   | 9       | 6e      | 0       | John Surtees, MV Agusta 350 4C                           |                                           |         |         |                                                    |                                    |                                                |                |
| 1958 | 500 cc | Privé     | Beart-Norton 30M       | IOM 13  | NED -   | BEL -   | DUI -   | ZWE -   | ULS -   | NAT -   | 0       | -       | 0       | John Surtees, MV Agusta 500 4C                           |                                           |         |         |                                                    |                                    |                                                |                |
| 1959 | 125 cc | Ducati    | Ducati 125 Trialbero   |         | IOM 3   | DUI 3   | NED 3   | BEL -   | ZWE 4   | ULS 1   | NAT 8   |         |         |                                                          |                                           |         | 20 (23) | 3e                                                 | 1                                  | Carlo Ubbiali, MV Agusta 125 Bialbero          |                |
| 1959 | 250 cc | Privé     | Mondial 250 Bialbero   |         | IOM DNF | DUI 5   | NED 4   |         | ZWE 5   | ULS 2   |         | 13      | 5e      | 0                                                        | Carlo Ubbiali, MV Agusta 250 Bicilindrica |         |         |                                                    |                                    |                                                |                |
| 1959 | 250 cc | MZ        | MZ RE 250              |         |         |         |         |         |         |         | NAT 9   | 13      | 5e      | 0                                                        | Carlo Ubbiali, MV Agusta 250 Bicilindrica |         |         |                                                    |                                    |                                                |                |
| 1959 | 350 cc | Privé     | Beart-Norton 40M       | FRA -   | IOM DNF | DUI -   |         |         |         |         | NAT -   | 2       | 13e     | 0                                                        | John Surtees, MV Agusta 350 4C            |         |         |                                                    |                                    |                                                |                |
| 1959 | 350 cc | Privé     | AJS 7R                 |         |         |         |         |         | ZWE 5   | ULS DNF | NAT -   | 2       | 13e     | 0                                                        | John Surtees, MV Agusta 350 4C            |         |         |                                                    |                                    |                                                |                |
| 1959 | 500 cc | Privé     | Beart-Norton 30M       | FRA -   | IOM DNF | DUI -   | NED -   | BEL 13  | ZWE -   | ULS -   | NAT DNF | 0       | -       | 0                                                        | John Surtees, MV Agusta 500 4C            |         |         |                                                    |                                    |                                                |                |
| 1960 | 125 cc | Ducati    | Ducati 125 Trialbero   |         | IOM DNF | NED 8   | BEL 6   |         | ULS -   | NAT -   |         |         |         |                                                          |                                           |         | 1       | 10e                                                | 0                                  | Carlo Ubbiali, MV Agusta 125 Bialbero          |                |
| 1960 | 250 cc | Ducati    | Ducati 250 Desmo racer |         | IOM DNF |         | BEL 4   | DUI -   | ULS 4   | NAT DNF | 8       | 5e      | 0       | Carlo Ubbiali, MV Agusta 250 Bicilindrica                |                                           |         |         |                                                    |                                    |                                                |                |
| 1960 | 250 cc | Privé     | Mondial 250 Bialbero   |         |         | NED 5   |         |         |         |         | 8       | 5e      | 0       | Carlo Ubbiali, MV Agusta 250 Bicilindrica                |                                           |         |         |                                                    |                                    |                                                |                |
| 1960 | 350 cc | Privé     | AJS 7R                 | FRA -   | IOM DNF | NED -   |         |         | ULS -   | NAT DNF | 0       | -       | 0       | John Surtees, MV Agusta 350 4C                           |                                           |         |         |                                                    |                                    |                                                |                |
| 1960 | 500 cc | Privé     | Beart-Norton 30M       | FRA -   | IOM 3   | NED 5   | BEL 4   | DUI -   | ULS DNF | NAT 3   | 13      | 6e      | 0       | John Surtees, MV Agusta 500 4C                           |                                           |         |         |                                                    |                                    |                                                |                |
| 1961 | 125 cc | Privé     | EMC                    | SPA 4   | DUI -   | FRA 4   |         |         |         |         |         |         |         |                                                          |                                           |         | 16      | 6e                                                 | 1                                  | Tom Phillis, Honda 2RC 143 / RC 144            |                |
| 1961 | 125 cc | Privé     | Honda 2RC 143          |         |         |         | IOM 1   | NED DNF | BEL DNF | DDR -   | ULS 5   | NAT -   | ZWE -   | ARG -                                                    |                                           |         | 16      | 6e                                                 | 1                                  | Tom Phillis, Honda 2RC 143 / RC 144            |                |
| 1961 | 250 cc | Privé     | Mondial 250 Bialbero   | SPA DNF |         |         |         |         |         |         |         |         |         |                                                          | 44 (54)                                   | 1e      | 3       | Mike Hailwood, Mondial 250 Bialbero / Honda RC 162 |                                    |                                                |                |
| 1961 | 250 cc | Privé     | Honda RC 162           |         | DUI 8   | FRA 2   | IOM 1   | NED 1   | BEL 3   | DDR 1   | ULS 2   | NAT 2   | ZWE 1   | ARG -                                                    | 44 (54)                                   | 1e      | 3       | Mike Hailwood, Mondial 250 Bialbero / Honda RC 162 |                                    |                                                |                |
| 1961 | 350 cc | Privé     | AJS 7R                 |         | DUI -   |         | IOM DNF | NED -   |         | DDR -   | ULS -   |         |         |                                                          | 6                                         | 9e      | 0       | Gary Hocking, MV Agusta 350 4C / MV Privat 350 4C  |                                    |                                                |                |
| 1961 | 350 cc | MV Privat | MV Privat 350 4C       |         |         |         |         |         |         |         |         | NAT 2   | ZWE DNF |                                                          | 6                                         | 9e      | 0       | Gary Hocking, MV Agusta 350 4C / MV Privat 350 4C  |                                    |                                                |                |
| 1961 | 500 cc | Privé     | Norton 30M             |         | DUI 4   | FRA 2   | IOM 1   | NED 2   | BEL 2   | DDR -   | ULS 2   |         |         |                                                          | 40 (55)                                   | 2e      | 2       | Gary Hocking, MV Agusta 500 4C / MV Privat 500 4C  |                                    |                                                |                |
| 1961 | 500 cc | MV Privat | MV Privat 500 4C       |         |         |         |         |         |         |         |         | NAT 1   | ZWE 2   | ARG -                                                    | 40 (55)                                   | 2e      | 2       | Gary Hocking, MV Agusta 500 4C / MV Privat 500 4C  |                                    |                                                |                |
| 1962 | 125 cc | Privé     | EMC                    | SPA 4   | FRA -   | IOM DNF | NED 5   | BEL 4   | DUI 3   | ULS -   | DDR -   | NAT -   |         | ARG -                                                    | 12                                        | 5e      | 0       | Luigi Taveri, Honda RC 145                         |                                    |                                                |                |
| 1962 | 125 cc | MZ        | MZ RE 125              |         |         |         |         |         |         |         |         |         | FIN DNS |                                                          | 12                                        | 5e      | 0       | Luigi Taveri, Honda RC 145                         |                                    |                                                |                |
| 1962 | 250 cc | Privé     | Benelli 250 Bialbero   | SPA DNQ | FRA -   | IOM DNF | NED -   | BEL -   | DUI -   | ULS -   |         | NAT DNF |         | ARG -                                                    | 6                                         | 11e     | 0       | Jim Redman, Honda RC 163                           |                                    |                                                |                |
| 1962 | 250 cc | MZ        | MZ RE 250              |         |         |         |         |         |         |         | DDR 2   |         |         | ARG -                                                    | 6                                         | 11e     | 0       | Jim Redman, Honda RC 163                           |                                    |                                                |                |
| 1962 | 350 cc | MV Agusta | MV Agusta 350 4C       |         |         | IOM 1   | NED 2   |         |         | ULS DNF | DDR 2   | NAT -   | FIN -   |                                                          | 20                                        | 3e      | 1       | Jim Redman, Honda RC 171                           |                                    |                                                |                |
| 1962 | 500 cc | MV Agusta | MV Agusta 500 4C       |         |         | IOM 12  | NED 1   | BEL 1   |         | ULS 1   | DDR 1   | NAT 1   |         | ARG -                                                    | 40                                        | 1e      | 5       | Mike Hailwood, MV Agusta 500 4C                    |                                    |                                                |                |
| 1962 | 500 cc | Privé     | Norton 30M             |         |         |         |         |         |         |         |         |         | FIN DNS |                                                          | 40                                        | 1e      | 5       | Mike Hailwood, MV Agusta 500 4C                    |                                    |                                                |                |
| 1963 | 250 cc | MZ        | MZ RE 250              | SPA -   | DUI -   |         | IOM -   | NED -   | BEL -   | ULS -   | DDR 1   |         | NAT -   | ARG -                                                    | JAP -                                     |         | 8       | 8e                                                 | 1                                  | Jim Redman, Honda RC 163                       |                |
| 1963 | 350 cc | MV Agusta | MV Agusta 350 4C       |         | DUI -   |         | IOM DNF | NED 2   |         | ULS 2   | DDR 1   | FIN 1   | NAT DNF |                                                          | JAP -                                     | 28      | 2e      | 2                                                  | Jim Redman, Honda RC 171           |                                                |                |
| 1963 | 500 cc | MV Agusta | MV Agusta 500 4C       |         |         |         | IOM 1   | NED DNF | BEL 1   | ULS 1   | DDR 1   | FIN 1   | NAT 1   | ARG 1                                                    |                                           | 40 (56) | 1e      | 7                                                  | Mike Hailwood, MV Agusta 500 4C    |                                                |                |
| 1964 | 250 cc | MZ        | MZ RE 250              | USA -   | SPA -   | FRA -   | IOM -   | NED -   | BEL -   | DUI -   | DDR DNF | ULS -   |         | NAT -                                                    | JAP 5                                     | 2       | 20e     | 0                                                  | Phil Read, Yamaha RD 56            |                                                |                |
| 1964 | 350 cc | MV Agusta | MV Agusta 350 4C       |         |         |         | IOM DNS | NED 2   |         | DUI -   |         | ULS DNS | FIN DNS | NAT -                                                    |                                           | 12      | 4e      | 2                                                  | Jim Redman, Honda RC 172           |                                                |                |
| 1964 | 350 cc | MZ        | MZ RE 300              |         |         |         |         |         |         |         | DDR DNF |         |         |                                                          | JAP 2                                     | 12      | 4e      | 2                                                  | Jim Redman, Honda RC 172           |                                                |                |
| 1964 | 500 cc | MV Agusta | MV Agusta 500 4C       | USA 1   |         |         | IOM 1   | NED 1   | BEL 1   | DUI 1   | DDR 1   | ULS DNS | FIN DNS | NAT 1                                                    |                                           | 40 (56) | 1e      | 7                                                  | Mike Hailwood, MV Agusta 500 4C    |                                                |                |
| 1965 | 250 cc | Honda     | Honda RC 165           | USA -   | DUI -   | SPA -   | FRA -   | IOM -   | NED -   | BEL -   | DDR -   | TSL -   | ULS -   | FIN -                                                    | NAT -                                     | JAP 1   | 8       | 10e                                                | 1                                  | Phil Read, Yamaha RD 56 / RD 05                |                |
| 1965 | 350 cc | MV Agusta | MV Agusta 350 3C       |         | DUI 2   |         |         | IOM DNF | NED 2   |         | DDR DNF | TSL DNF | ULS DNS | FIN DNS                                                  | NAT DNF                                   | JAP 1   | 20      | 3e                                                 | 1                                  | Jim Redman, Honda 2RC 172                      |                |
| 1965 | 500 cc | MV Agusta | MV Agusta 500 4C       | USA 1   | DUI 1   |         |         | IOM 1   | NED 1   | BEL 1   | DDR 1   | TSL 1   | ULS DNS | FIN DNS                                                  | NAT 1                                     |         | 48 (64) | 1e                                                 | 8                                  | Mike Hailwood, MV Agusta 500 4C                |                |
| 1966 | 125 cc | Honda     | Honda 4RC 146          | SPA -   | DUI -   |         | NED -   |         | DDR -   | TSL -   | FIN -   | ULS -   | IOM 6   | NAT -                                                    | JAP -                                     |         | 1       | 15e                                                | 0                                  | Luigi Taveri, Honda 2RC 146 / 4RC 146 / RC 148 |                |
| 1966 | 250 cc | Honda     | Honda RC 166           | SPA 1   | DUI 1   | FRA 1   | NED 1   | BEL 1   | DDR 1   | TSL 1   | FIN 1   | ULS -   | IOM 1   | NAT 1                                                    | JAP DNS                                   | 56 (80) | 1e      | 10                                                 | Mike Hailwood, Honda RC 166        |                                                |                |
| 1966 | 350 cc | Honda     | Honda RC 173           |         | DUI 1   | FRA 1   | NED 1   |         | DDR DNS | TSL 1   | FIN 1   | ULS 1   | IOM DNF | NAT DNS                                                  | JAP DNS                                   | 48      | 1e      | 6                                                  | Mike Hailwood, Honda RC 173        |                                                |                |
| 1966 | 500 cc | Honda     | Honda RC 181           |         | DUI DNS |         | NED DNF | BEL DNF | DDR DNF | TSL 1   | FIN 2   | ULS 1   | IOM 1   | NAT DNF                                                  |                                           | 30      | 2e      | 3                                                  | Giacomo Agostini, MV Agusta 500 3C |                                                |                |
| 1967 | 250 cc | Honda     | Honda RC 166           | SPA 2   | DUI DNF | FRA 3   | IOM 1   | NED 1   | BEL 2   | DDR DNF | TSL 3   | FIN 1   | ULS 1   | NAT DNF                                                  | CAN 1                                     | JAP DNF | 50 (54) | 1e                                                 | 5                                  | Mike Hailwood, Honda RC 166                    |                |
| 1967 | 350 cc | Honda     | Honda RC 174           |         | DUI 1   |         | IOM 1   | NED 1   |         | DDR 1   | TSL 1   |         | ULS DNS | NAT DNS                                                  |                                           | JAP 1   | 40 (48) | 1e                                                 | 6                                  | Mike Hailwood, Honda RC 174                    |                |
| 1967 | 500 cc | Honda     | Honda RC 181           |         | DUI DNF |         | IOM 1   | NED 1   | BEL 2   | DDR DNF | TSL 1   | FIN DNF | ULS 1   | NAT 2                                                    | CAN 1                                     |         | 46 (52) | 2e                                                 | 5                                  | Giacomo Agostini, MV Agusta 500 3C             |                |
| 1968 | 500 cc | Benelli   | Benelli 500 4C         | DUI -   | SPA -   | IOM -   | NED -   | BEL -   | DDR -   | TSL -   | FIN -   | ULS -   | NAT DNF |                                                          |                                           |         | 0       | -                                                  | 0                                  | Giacomo Agostini, MV Agusta 500 3C             |                |

### Isle of Man TT resultaten
| Jaar | Klasse                | Team           | Motorfiets             | Plaats | Punten |
| ---- | --------------------- | -------------- | ---------------------- | ------ | ------ |
| 1958 | Ultra-Lightweight TT  | Privé          | Paton                  | 7e     | 0      |
| 1958 | Lightweight TT        | Privé          | NSU Sportmax           | 3e     | 4      |
| 1958 | Junior TT             | Privé          | Beart-Norton 40M       | 12e    | 0      |
| 1958 | Senior TT             | Privé          | Beart-Norton 30M       | 13e    | 0      |
| 1959 | 350 Formula One TT    | Privé          | Beart-Norton 40M       | 3e     | NVT    |
| 1959 | Ultra-Lightweight TT  | Privé          | Ducati 125 Bialbero    | 3e     | 4      |
| 1959 | Lightweight TT        | Privé          | Mondial 250 Bialbero   | DNF    | 0      |
| 1959 | Junior TT             | Privé          | Beart-Norton 40M       | DNF    | 0      |
| 1959 | Senior TT             | Privé          | Beart-Norton 30M       | DNF    | 0      |
| 1960 | Ultra-Lightweight TT  | Privé          | Ducati 125 Bialbero    | DNF    | 0      |
| 1960 | Lightweight TT        | Privé          | Ducati 250 Desmo racer | DNF    | 0      |
| 1960 | Junior TT             | Privé          | AJS 7R                 | DNF    | 0      |
| 1960 | Senior TT             | Privé          | Beart-Norton 30M       | 3e     | 4      |
| 1961 | Lightweight 125 cc TT | Privé          | Honda 2RC 143          | 1e     | 8      |
| 1961 | Lightweight 250 cc TT | Privé          | Honda RC 162           | 1e     | 8      |
| 1961 | Junior TT             | Privé          | AJS 7R                 | DNF    | 0      |
| 1961 | Senior TT             | Privé          | Norton 30M             | 1e     | 8      |
| 1962 | Lightweight 125 cc TT | Privé          | EMC                    | DNF    | 0      |
| 1962 | Lightweight 250 cc TT | Privé          | Benelli 250 Bialbero   | DNF    | 0      |
| 1962 | Junior TT             | MV Agusta      | MV Agusta 350 4C       | 1e     | 8      |
| 1962 | Senior TT             | MV Agusta      | MV Agusta 500 4C       | 12e    | 0      |
| 1963 | Junior TT             | MV Agusta      | MV Agusta 350 4C       | DNF    | 0      |
| 1963 | Senior TT             | MV Agusta      | MV Agusta 500 4C       | 1e     | 8      |
| 1964 | Senior TT             | MV Agusta      | MV Agusta 500 4C       | 1e     | 8      |
| 1965 | Junior TT             | MV Agusta      | MV Agusta 350 4C       | DNF    | 0      |
| 1965 | Senior TT             | MV Agusta      | MV Agusta 500 4C       | 1e     | 8      |
| 1966 | Lightweight 125 cc TT | Honda          | Honda RC 149           | 6e     | 1      |
| 1966 | Lightweight 250 cc TT | Honda          | Honda RC 166           | 1e     | 8      |
| 1966 | Junior TT             | Honda          | Honda RC 173           | DNF    | 0      |
| 1966 | Senior TT             | Honda          | Honda RC 181           | 1e     | 8      |
| 1967 | Lightweight 250 cc TT | Honda          | Honda RC 166           | 1e     | 8      |
| 1967 | Junior TT             | Honda          | Honda RC 174           | 1e     | 8      |
| 1967 | Senior TT             | Honda          | Honda RC 181           | 1e     | 8      |
| 1978 | Classic TT            | Martini-Yamaha | Yamaha TZ 500          | DNF    | NVT    |
| 1978 | Formula One TT        | Ducati         | Ducati 860             | 1e     | NVT    |
| 1978 | Senior TT             | Martini-Yamaha | Yamaha TZ 500          | 28e    | NVT    |
| 1978 | Junior TT             | Martini-Yamaha | Yamaha TZ 250          | 12e    | NVT    |
| 1979 | Classic TT            | Suzuki         | Suzuki RG 500          | 2e     | NVT    |
| 1979 | Formula One TT        | Ducati         | Ducati 950             | 5e     | NVT    |
| 1979 | Senior TT             | Suzuki         | Suzuki RG 500          | 1e     | NVT    |

## Autocarrière

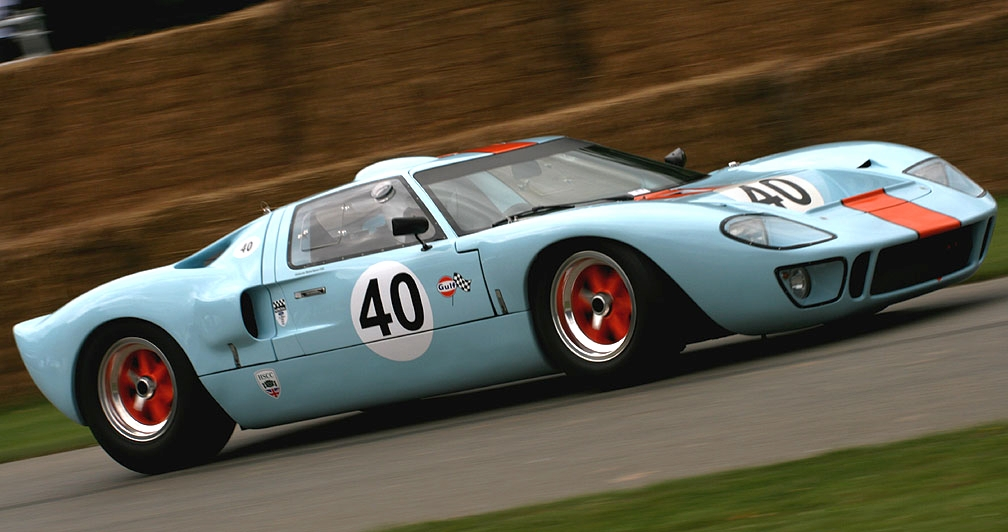
John Wyer-Ford GT40

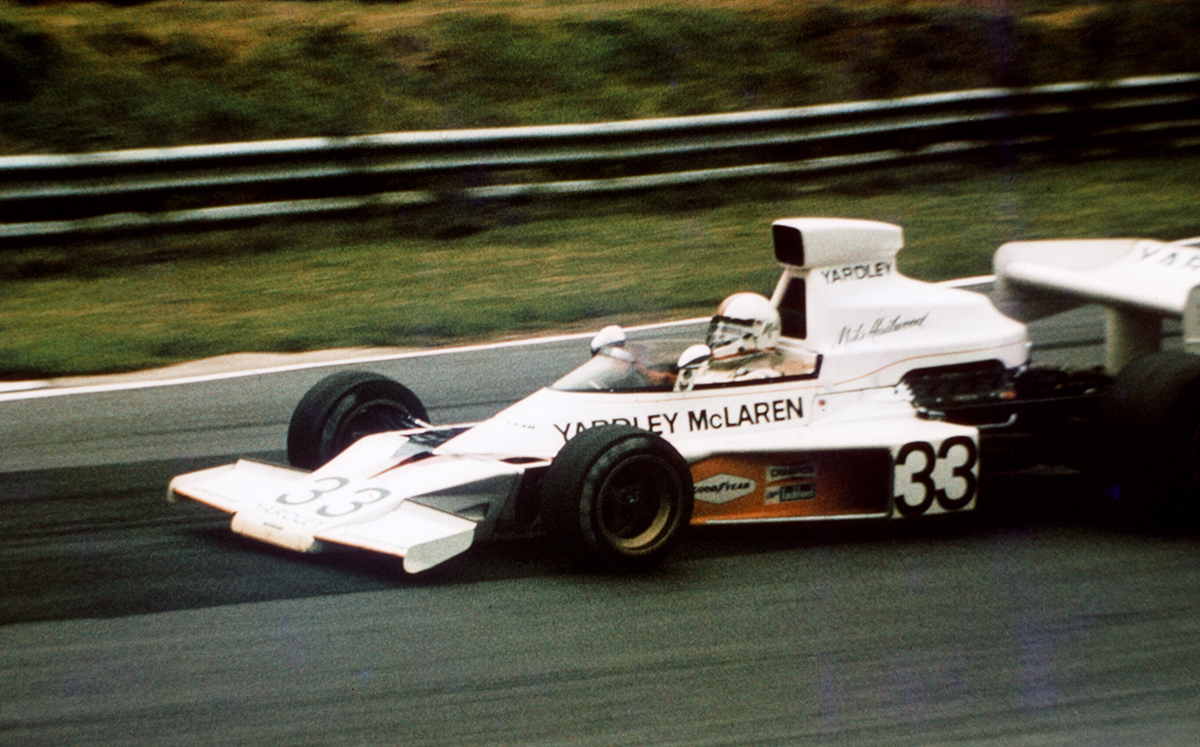
Mike Hailwood in de Yardley-McLaren in 1974

In 1963 was Mike Hailwood voor Reg Parnell Racing gestart in de Formule 1-autoraces. In 1964 reed hij zelfs een vrij compleet seizoen. In januari was teameigenaar Reg Parnell overleden, maar Mike had een aandeel in het team gekocht. Hij startte in de Formule 1, waar hij in de GP van Monaco een punt scoorde. In 1965 dacht hij erover om voorgoed over te stappen naar de autosport, maar het Parnell-team had grote technische problemen. Hailwood scoorde een negende plaats in de BRDC International Trophy, die niet meetelde voor het wereldkampioenschap. Daarop keerde hij terug naar de wegrace, tot Honda in 1968 stopte met racen. In dat jaar reed hij wel nog een aantal wegraces buiten het wereldkampioenschap, maar in 1969 keerde hij terug naar de autosport. In Zuid-Afrika nam hij deel aan de Springbok-series, de Tasman-series en de net opgestarte Formule 5000. Voor Paul Hawkins reed hij enkele niet-officiële Formule 1-races, maar in de Formule 5000 eindigde hij als derde in het Europees kampioenschap nadat hij halverwege het seizoen (na het overlijden van Hawkins) was overstapt naar Epstein-Cuthbert Racing. Hij werd ook derde in de 24 uur van Le Mans met co-rijder David Hobbs in een John Wyer-Ford GT40. In 1970 werd hij met Epstein-Cuthbert Racing vierde in het Europese Formule 5000-kampioenschap. In 1971 trad hij toe tot het team van John Surtees. Het deed Hailwood pijn dat zijn baas John Surtees (de enige die zowel als motor- en als autocoureur wereldkampioen werd) hem het motorracen verbood. Hij reed enkele Formule 1-races, maar eindigde als tweede in de Formule 5000. In 1972 reed hij voor het Brooke Bond-Oxo-Team Surtees in de Formule 1, waar hij tweede werd in de Grand Prix van Italië. Hij werd voor dit team Europees kampioen Formule 2. In 1973, nog steeds bij hetzelfde team, scoorde hij geen punten in de Formule 1. Tijdens de Grand Prix van Zuid-Afrika kwam hij in botsing met de bolides van Jacky Ickx en Clay Regazzoni, die zichzelf niet meer kon bevrijden uit de brandende auto. Hailwood werd een held door Regazzoni uit zijn auto te halen. Hij ontving hiervoor de George Medal. In augustus 1973 crashte Hailwood op de Nürburgring waardoor hij lang uit de roulatie zou zijn. Toen in november ook nog de hele renstal van Surtees verloren ging in een enorme crash op Silverstone, was het voor Hailwood vrijwel onmogelijk een nieuw Formule 1-contract te krijgen. Toch kon hij aan de slag bij Yardley-McLaren, waarbij hij het seizoen 1974 als elfde afsloot. Hij moest zijn carrière beëindigen nadat hij tijdens de Duitse Grand Prix bij een ongeluk zijn enkel verbrijzelde. Zijn autocarrière nam nooit de hoge vlucht die zijn motorcarrière kende. Mike had feitelijk geen verstand van auto's en was daar ook eerlijk over. Hij kon aan het team wel aangeven wat de auto deed, maar niet hoe het opgelost moest worden. John Surtees verklaarde later wel dat dit na verloop van tijd beter ging. Mike voelde zich ook niet thuis in de snobistische, elitaire wereld van de Formule 1. De gemoedelijkheid van het rennerskwartier bij de wegrace was er niet. Alles was veel professioneler, terwijl Mike Hailwood elke race ontspannen probeerde te benaderen. Na een avond stappen sliep hij in zijn auto, bang om het hotel in te gaan en teambaas Surtees te wekken. Dat was voor de Italiaanse Grand Prix van 1972, waarin zijn beste resultaat scoorde.

### Formule 1-resultaten
| Jaar | Team                         | Chassis       | Motor  | 1       | 2       | 3       | 4       | 5       | 6       | 7       | 8       | 9      | 10      | 11     | 12     | 13    | 14    | 15      | Plaats | punten |
| ---- | ---------------------------- | ------------- | ------ | ------- | ------- | ------- | ------- | ------- | ------- | ------- | ------- | ------ | ------- | ------ | ------ | ----- | ----- | ------- | ------ | ------ |
| 1963 | Reg Parnell Racing           | Lotus 24      | Climax | MON     | BEL     | NED     | FRA     | GB 8    | DUI     |         |         |        |         |        |        |       |       |         | NC     | 0      |
| 1963 | Reg Parnell Racing           | Lola Mk4      | Climax |         |         |         |         |         |         | ITA 10  | USA     | MEX    | ZAF     |        |        |       |       |         | NC     | 0      |
| 1964 | Reg Parnell Racing           | Lotus 25      | BRM    | MON 6   | NED 12  | BEL     | FRA 8   | GB DNF  | DUI DNF | OOS 8   | ITA DNF | USA 8  | MEX 16  |        |        |       |       |         | 21e    | 1      |
| 1965 | Reg Parnell Racing           | Lotus 25      | BRM    | ZAF     | MON DNF | BEL     | FRA     | GB      | NED     | DUI     | ITA     | USA    | MEX     |        |        |       |       |         | NC     | 0      |
| 1971 | Team Surtees                 | Surtees TS9   | Ford   | ZAF     | SPA     | MON     | NED     | FRA     | GB      | DUI     | OOS     | ITA 4  | CAN     | USA 15 |        |       |       |         | 18e    | 3      |
| 1972 | Brooke Bond Oxo Team Surtees | Surtees TS9B  | Ford   | ARG     | ZAF DNF | SPA DNF | MON DNF | BEL 4   | FRA 6   | GB DNF  | DUI DNF | OOS 4  | ITA 2   | CAN    | USA 17 |       |       |         | 8e     | 13     |
| 1973 | Brooke Bond Oxo Team Surtees | Surtees TS14A | Ford   | ARG DNF | BRA DNF | ZAF DNF | SPA DNF | BEL DNF | MON 8   | ZWE DNF | FRA DNF | GB DNF | NED DNF | DUI 14 | OOS 10 | ITA 7 | CAN 9 | USA DNF | NC     | 0      |
| 1974 | Yardley McLaren              | McLaren M23   | Ford   | ARG 4   | BRA 5   | ZAF 3   | SPA 9   | BEL 7   | MON DNF | ZWE DNF | NED 4   | FRA 7  | GB DNF  | DUI 15 | OOS    | ITA   | CAN   | USA     | 11e    | 12     |

## Eerbewijzen

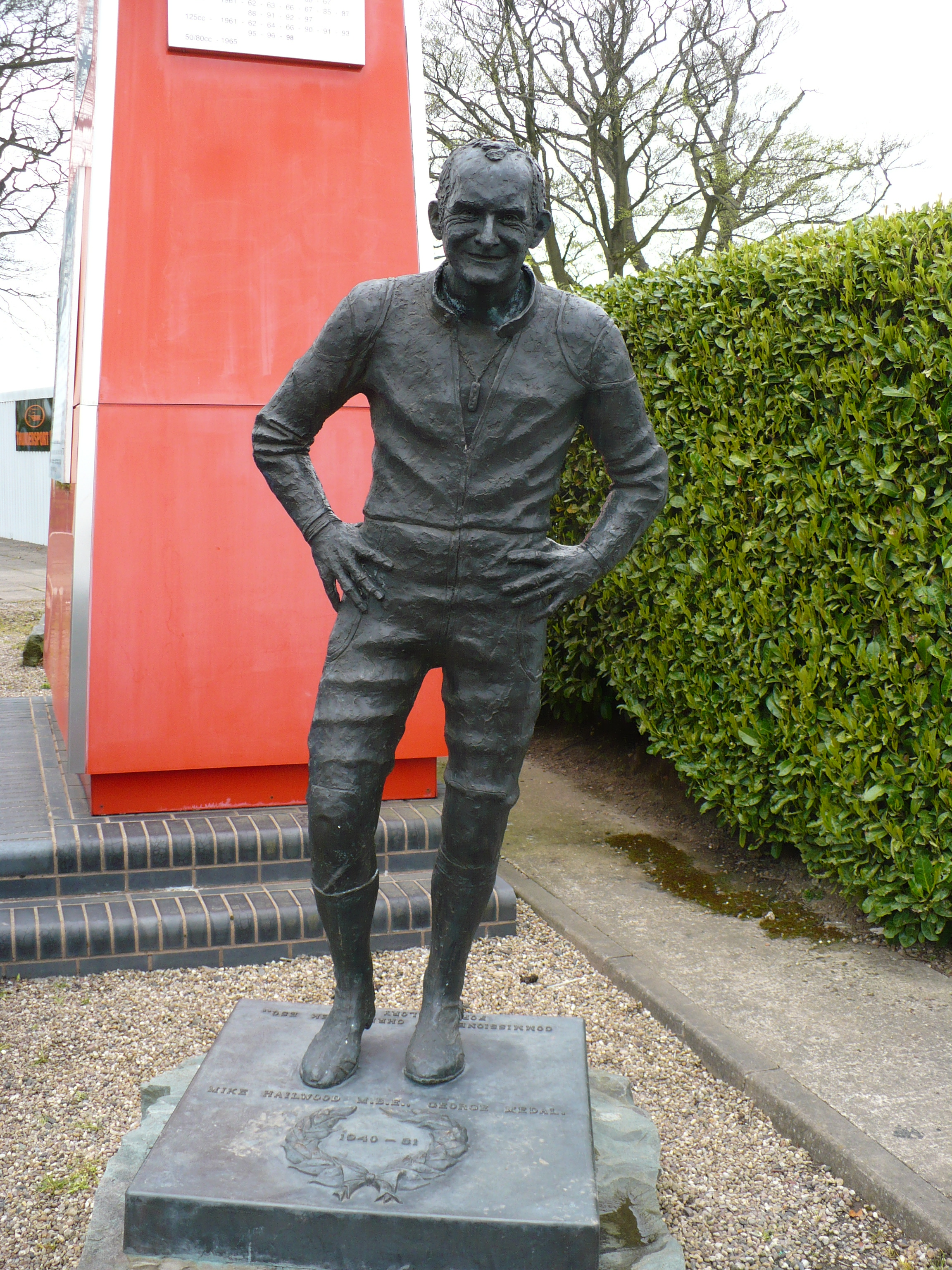
Standbeeld op Mallory Park

- Eind 1978 werd Mike Hailwood door de lezers van het Britse blad Motor Cycle Weekly gekozen tot "Motorsportman van het jaar".
- In 1979 kreeg Mike Hailwood de Segrave Trophy voor zijn prestaties tijdens de Isle of Man TT. Samen met zijn vriend en manager Ted Macauley kreeg hij ook de "Segrave Medal".
- Mike Hailwood was ambassadeur van de Joan Seeley Pain Relief Memorial Trust, een liefdadigheidsinstelling die was opgericht ter nagedachtenis van Joan, de eerste echtgenote van Colin Seeley, die in 1979 overleed. Na Mike Hailwood's overlijden werd deze taak overgenomen door Murray Walker.
- In 1981 kreeg het hoogste punt van de Snaefell Mountain Course op het eiland Man, tussen Bungalow en Brandywell de naam "Hailwood's Height" en de klim er naartoe werd "Hailwood's Rise". Bij de TT Grandstand kwam een multifunctioneel gebouw van de Mike Hailwood Foundation als rustpunt voor de coureurs die deelnamen aan de Isle of Man TT en de Manx Grand Prix. De Mike Hailwood Foundation ondersteunt ook beginnende coureurs.
- In 1997 werd een standbeeld van Mike Hailwood geplaatst op Mallory Park.
- Bij de afsluiting van het vorige millennium werd onder zijn collega-coureurs en de motorpers een verkiezing gehouden, waarbij Hailwood werd gekozen tot "beste motorsporter aller tijden". Hij werd niet gekozen omdat hij de meeste overwinningen had behaald, die eer gaat naar Giacomo Agostini, wel omdat hij met vrijwel alle motorfietsen die hij bereed, hoe beroerd ze soms ook waren, goede resultaten behaalde. Dat de motorfietsen vaak zo slecht waren, lag ook wel aan Hailwood zelf, die a-technisch was en zijn monteurs niet kon vertellen wat er verbeterd moest worden.
- De Fédération Internationale de Motocyclisme benoemde Mike Hailwood in 2000 tot "Grand Prix Legend" In hetzelfde jaar werd hij opgenomen in de AMA Motorcycle Hall of Fame. In 2001 werd hij opgenomen in de International Motorsports Hall of Fame.
- Tot 2011 werd in Birmingham de "Mike Hailwood Memorial Run" gehouden. Die startte bij de oude Norton-fabriek in Aston, via Portway, waar het ongeluk gebeurde naar St. Mary Magdalene Church in Tanworth waar Mike en dochter Michelle samen begraven waren.

### Mike Hailwood Replica-motorfietsen

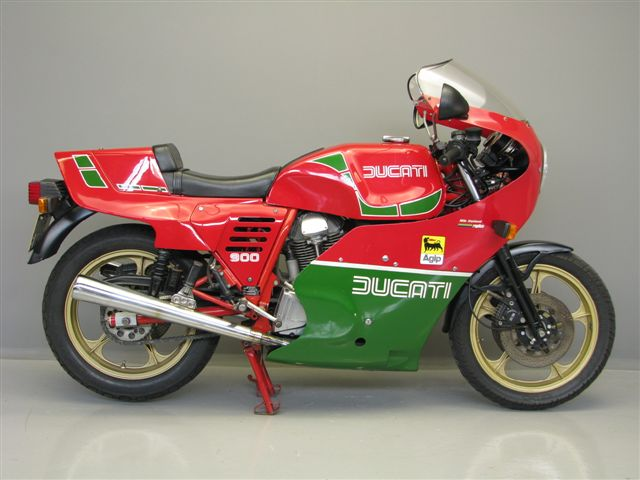
Ducati 900 Mike Hailwood Replica

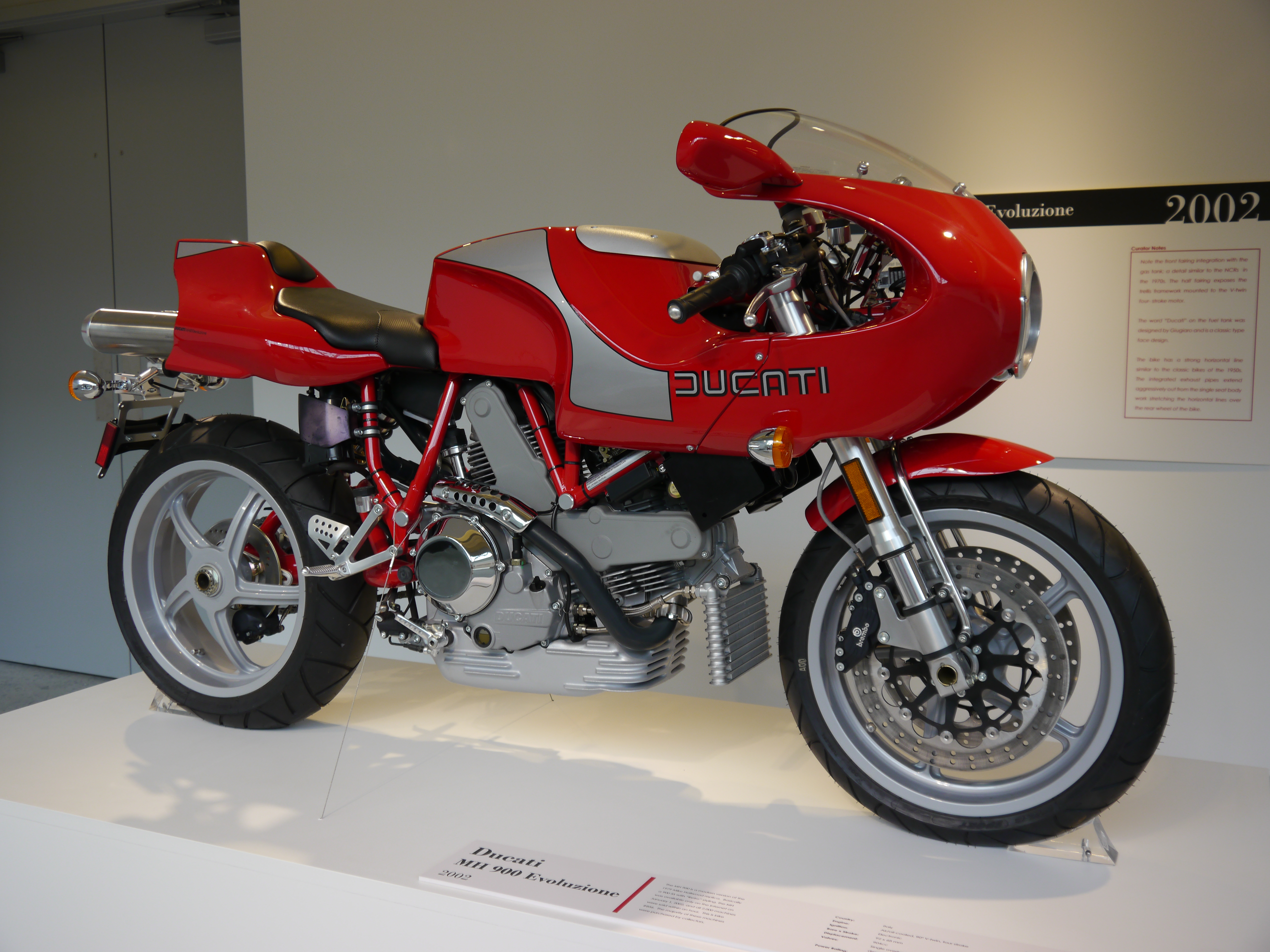
Ducati MHe. Pauline Hailwood was niet blij met dit "eerbetoon", 17 jaar na Mike's dood. Ze beschuldigde ontwerper Pierre Terreblanche ervan reclame te willen maken met Mike's naam voor een machine die niets met hem te maken had en deed Ducati daarom een proces aan.

Yamaha bracht de prestaties van Hailwood in 1978 in herinnering toen ze in 1979 de Yamaha XS 1100 in de kleuren van sponsor Martini als "Yamaha Martini 1.1" in een beperkte oplage op de markt brachten. In 1980 bracht Ducati als herinnering aan de successen van Hailwood de Ducati 900 Mike Hailwood Replica op de markt. De nieuwe ontwerper Pierre Terreblanche bouwde in 1998 een studiemodel, de MH 900 Evoluzione, die een jaar later ook werkelijk op de markt kwam.

## Boeken
In 1964 publiceerde Mike Hailwood samen met commentator en journalist Murray Walker het boek "The Art of Motorcycle Racing". Samen met Ted Macauley schreef hij het boek "Hailwood". 

## Trivia

### Twee reglementen, twee maten
De Isle of Man TT werd gereden onder de reglementen van de Auto-Cycle Union. Dat betekende onder meer dat de races over een week uitgespreid konden worden. Het betekende ook dat de rijders gebruik moesten maken van door de organisatie beschikbaar gestelde benzine, tenzij ze een oliemaatschappij als sponsor hadden. Tijdens de trainingen van 1966 tankte zijspancoureur Fritz Scheidegger bij een Esso-tankstation langs de weg en hij gaf dat ook bij de wedstrijdleiding aan. Nadat hij de Sidecar TT gewonnen had werd hij daarom echter gediskwalificeerd. Dat gebeurde dus niet onder de FIM-reglementen, maar onder die van de ACU. Men moest echter ook de FIM-reglementen volgen, onder meer het maximum aantal van 500 kilometer per dag dat een coureur mocht racen. Op woensdag 31 augustus reed Hailwood 182 km in de Lightweight 125 cc TT en 364 km in de Junior TT, een totaal van 546 km. Men dacht er echter niet over om de populaire Hailwood te diskwalificeren. 

### In de vijver
Mike Hailwood had soms moeite om de Japanners van Honda duidelijk te maken wat hij wilde. Zo was hij niet tevreden over de Japanse schokdempers. Om dat duidelijk te maken liep hij ermee naar de vijver op het Suzuka-circuit en smeet ze erin. Dat werkte: Hailwood mocht Britse Girling-dempers monteren. 

### Bescheiden
Op de dag dat Mike Hailwood Clay Regazzoni uit zijn auto redde stond Pauline in de pit de race te volgen. Zij had het ongeluk niet gezien. De volgende dag maakten Mike en Pauline een lange wandeling bij de boerderij van Paddy Driver. Mike was wat stilletjes, maar vertelde niets over zijn heldendaad. Pauline las het later in de krant.

### Leven met de dood
In het seizoen 1962 begonnen vijf vrienden aan het 350cc-kampioenschap. Jim Redman werd wereldkampioen, Mike Hailwood werd derde, maar Gary Hocking, Tom Phillis en Bob McIntyre waren dood. Mike zei daarop tegen Redman: "Je begrijpt toch dat wij nu aan de beurt zijn?". Redman antwoordde: "Wat wil je doen, stoppen?", waarop Hailwood antwoordde: "Nee, een testament maken".

### Racen met Bill Ivy
Mike Hailwood en Bill Ivy waren liefhebbers van snelle auto's en mooie vrouwen. In de jaren zestig moest Ivy zich voor de rechter verantwoorden toen hij zijn Ferrari op het eiland Man bij Greeba Castle in een muur had geboord. In de auto zat ook Mike Hailwood en twee jonge dames, waar ze indruk op wilden maken. Dat lukte niet echt: de dames stonden naast het wrak van de auto over te geven. Ivy kwam er overigens met een boete van 12 pond vanaf. Plus de schade aan de Ferrari. Toen Ivy nog een Corvette Stingray en Hailwood een Ferrari had, raceten ze tussen de races van Zürich naar Clermont-Ferrand. Toen ze aankwamen waren de auto's geheel uitgewoond. 

### Circuit verkennen
In 1978 kwam Mike Hailwood na elf jaar terug om op het eiland Man te racen. Hij sprak met coureurs als Mick Grant en stond versteld van de snelheden die er intussen gereden werden. Samen met Grant, Jim Scaysbrook en Jeff Sayle gebruikte Hailwood een Rover 3500 om het circuit te verkennen. Bij Creg-ny-Baa roken de inzittenden al een brandlucht, maar Mike Hailwood, die inmiddels ook autocoureur was geworden, reed op topsnelheid door. Bij Signpost Corner trapte hij het rempedaal op de vloer en hij moest de auto in Avondale Road met de handrem tot stilstand brengen. De achterremmen bleken in brand te staan.